# Trois Glorieuses
Cách mạng tháng Bảy (Pháp) còn được gọi là Cách mạng Pháp lần thứ hai hoặc Trois Glorieuses (Ba ngày vinh quang) hay Cách mạng năm 1830 là cuộc cách mạng tại Pháp, diễn ra chủ yếu tại Paris, vào tháng 7 năm 1830 dưới thời Bourbon phục hoàng.
Trong giai đoạn cai trị của Charles X, những mâu thuẫn giữa hai phe tự do và bảo hoàng đã gây nên các biến động chính trị kéo dài. Mùa hè năm 1829, Charles X đưa Jules de Polignac, một người bảo hoàng, lên giữ chức thủ tướng, thành lập một chính phủ mới. Trước những chống đối của các nghị sĩ phái tự do, nhà vua giải tán Nghị viện và đỉnh điểm là chiếu dụ Saint-Cloud ngày 26 tháng 7 năm 1830 đã khiến những người đối lập nổi dậy.
Trong ba ngày từ 27–29 tháng 7, người dân Paris dựng chướng ngại vật trên đường phố để chống lại quân đội của thống chế Marmont, dẫn đến việc 200 binh sĩ và 800 dân thường, buộc vua Charles X cùng gia đình chạy khỏi Paris. Sau đó, các nghị sĩ đưa Công tước Orléans (thuộc nhánh thứ của dòng họ Bourbon) lên ngôi vua, trở thành vua Louis-Philippe I, đăng quang ngày 9 tháng 8 với tước hiệu Vua của người Pháp (thay vì Vua nước Pháp như các vua nhà Bourbon tiền nhiệm), mở ra nền Quân chủ tháng Bảy.
Diễn ra trong thời gian ngắn (trong ba ngày từ 27–29 tháng 7 năm 1830), Cách mạng tháng Bảy được gọi trong tiếng Pháp là Trois Glorieuses (có nghĩa ''Ba ngày vinh quang''), nhưng không thể chấm dứt nền quân chủ mà chỉ kết thúc thời kỳ trị vì của Charles X.

## Bối cảnh
Sau Đệ nhất đế chế của Napoléon Bonaparte sụp đổ, vua Louis XVIII trở về ngày 28 tháng 4 năm 1814, mở ra thời kỳ phục vị cho nhà Bourbon. Ngày 4 tháng 6 năm 1814, Louis XVIII đồng ý với Pháp điểm giới hạn bớt quyền lực của nhà vua, thiết lập chế độ quân chủ lập hiến tại Pháp. Văn bản này được thông qua ở cả Viện công khanh và Nghị viện.
Ngày 16/9/1824, sau một thời gian bệnh tật kéo dài, Louis XVIII băng hà ở tuổi 69 tuổi mà không có con nối dõi. Charles X, người em trai 66 tuổi của vua Louis, trở thành người kế vị. Khác với người anh trai, Charles X không biết thích nghi với những biến đổi của lịch sử. Nhà vua đăng quang ngày 21 tháng 5 năm 1825 tại nhà thờ Đức Bà Reims trong nghi thức truyền thống của hoàng tộc Capetien, khiến dư luận cho rằng ông muốn phục hưng nền quân chủ chuyên chế. Trong cuộc bầu cử quốc hội năm 1827, phái tự do chiếm ưu thế, buộc vua Charles X chỉ định một thủ tướng nhằm trung hòa giữa hai phe bảo hoàng và tự do. Jean-Baptiste Sylvère Gay, tử tước Martignac, trở thành thủ tướng, thành lập một chính phủ bán tự do, bán chuyên quyền. 

### Chính phủ Polignac
Mùa hè năm 1829, sau thất bại khi thỏa hiệp, Charles X bất ngờ thay thế Jean-Baptiste Sylvère Gay bằng công tước Jules de Polignac khi Nghị viện đang tạm nghỉ. De Polignac là con trai của Yolande de Polastron, một người bạn thân của Maria Antonia của Áo, gợi lại những hoài niệm tăm tối về triều đình Versailles trước đây.
Bên cạnh đó, bộ trưởng Nội vụ François Régis de La Bourdonnais là một người bảo hoàng cực đoan, trong khi bộ trưởng Bộ Chiến tranh, Louis Auguste Victor de Ghaisne de Bourmont lại từng theo hoàng đế Napoléon I rồi lại đổi phe trước khi trận Waterloo diễn ra vào giữa tháng 6 năm 1815.
Tin tức được đăng trên tờ Le Moniteur ngày 8 tháng 8 có hiệu ứng như một quả bom, khiến đảng tự do phản ứng mạnh mẽ. Ngày 14 tháng 8 năm 1829, Louis-François Bertin, giám đốc tờ Journal des débats viết: "Coblentz, Waterloo, 1815: ba yếu tố, ba nhân vật của nội các. Hãy nhìn theo bất cứ cách nào mà bạn muốn, khía cạnh nào cùng làm họ sợ hãi, khía cạnh nào cũng làm họ tức tối. Hãy nén, vắt cái nội các này, nó chỉ nhỏ từng giọt nhục nhã, rủi ro và sầu thảm [...]. Triều đình với các mối hiếm thù cũ, lưu vong và thành kiến, giới tăng lữ sợ hãi tự do [...]". Louis-François Bertin kết thúc bài báo nổi tiếng: "Thương thay nước Pháp! Thương thay nhà vua!".
Nhưng trong chính phủ khi đó còn nhiều bộ trưởng khác ủng hộ đảng tự do, như Jean de Courvoisier (Bộ Tư pháp), Christophe de Chabrol de Crouzol (Bộ Thương mại), Guillaume Isidore de Montbel (Bộ Giáo dục), và Charles Lemercier de Longpré (Bộ Hàng hải). Khi de La Bourdonnais từ chức ngày 18 tháng 11, de Montbel trở thành thủ tướng, còn chức bộ trưởng Bộ giáo dục được thay bằng Martial de Guernon-Ranville, bá tước Guernon-Ranville, một người tự do.
Phái tự do cho rằng Charles X và Jules de Polignac muốn tái lập nền quân chủ chuyên chế như trước Cách mạng năm 1789. Trên thực tế, có hai cách giải thích đối lập về Pháp điểm năm 1814. Một mặt, Charles X muốn tuân thủ pháp điểm một cách chặt chẽ: nhà vua chỉ định các bộ trưởng và chỉ thải hồi trong hai trường hợp phản bội hoặc nhận hối lộ. Mặt khác, những người tự do muốn xây dựng một chế độ giống nước Anh, cho rằng pháp điểm không thể bao hàm hết các trường hợp, bộ trưởng phải được tín nhiệm bởi đa số Nghị viện. Cuộc tranh luận này còn tiếp tục dưới nền Quân chủ tháng Bảy.

### Thư thỉnh nguyện 221

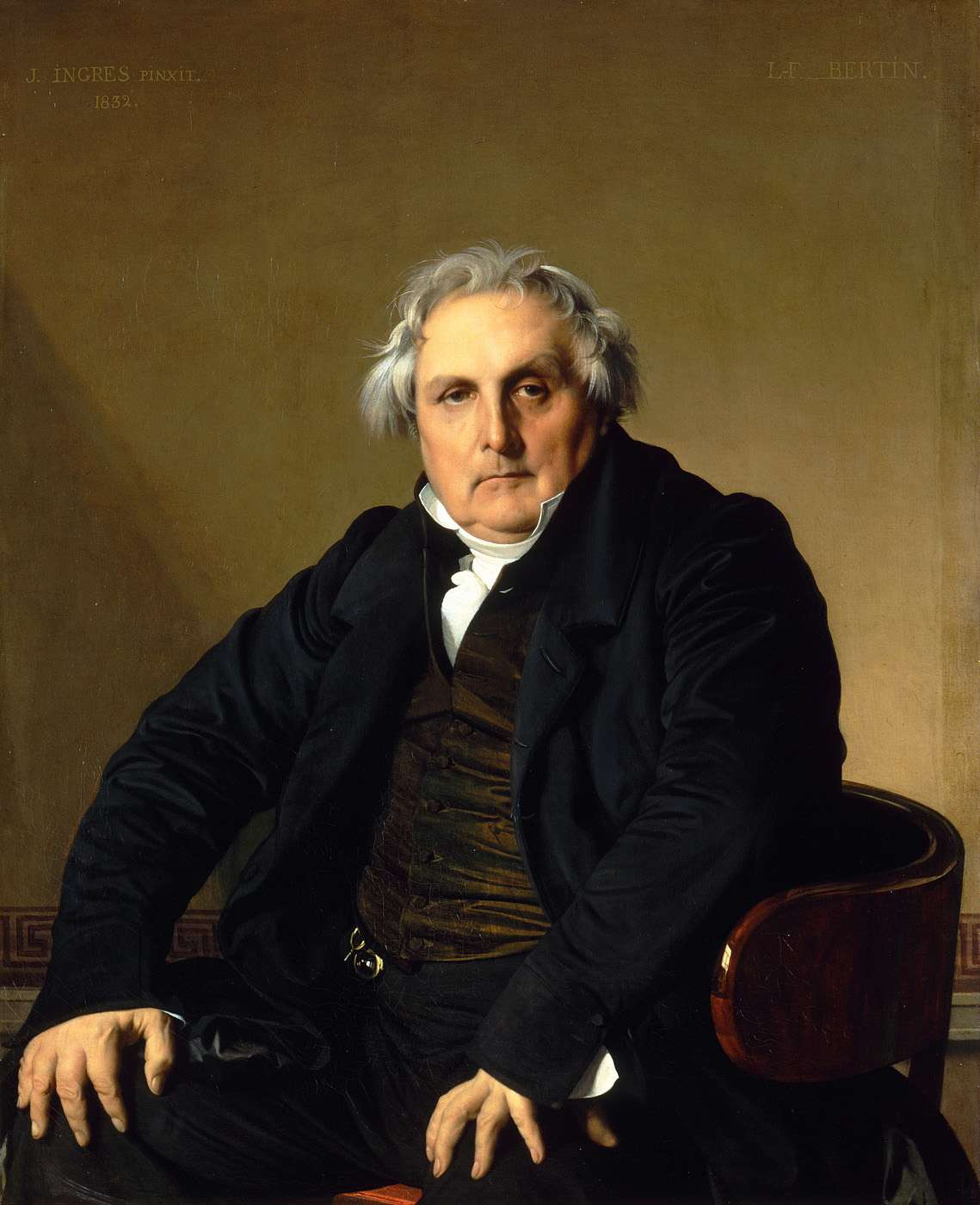
Louis-François Bertin, chủ bút tờ Journal des débats. Họa phẩm của Dominique Ingres, hiện trưng bày tại Louvre

Đầu năm 1830, tình trạng nước Pháp trở nên tồi tệ: mùa đông 1829–1830 khắc nghiệt, nền kinh tế trì trệ, nhiều hội kín nổi lên ở nông thôn, các đám cháy không rõ nguyên nhân,... Trong khi đó, hai phe bảo hoàng cực đoan và tự do đổ trách nhiệm lẫn nhau.
Adolphe Thiers, Armand Carrel, François-Auguste Mignet và Auguste Sautelet lập nên tờ báo đối lập Le National với số đầu tiên ra ngày 3 tháng 1 năm 1830. Nhật báo bênh vực cho một nền quân chủ nghị viện, gợi lại Cách mạng Anh năm 1688: vua James II vì không hiểu được ý nguyện của nhân dân đã bị thay thế bởi con gái là Mary II và người chồng là William III. Một số tờ báo khác như Le Globe và Le Temps tiếp tục chỉ trích nhà vua lẫn chính phủ. Còn Le Constitutionnel và Journal des débats cũng nghiêng về các tư tưởng tự do.
Ngày 2 tháng 3 năm 1830, khi Nghị viện bước vào kỳ họp mới, Charles X có một bài phát biểu thông báo cuộc viễn chinh tới Alger cùng việc ngầm đe dọa phái đối lập trong chính phủ. Nghị viện sau khi cân nhắc đưa lên nhà vua một danh sách năm người cho chức vụ chủ tịch: Royer-Collard, Casimir Perier, Delalot, Agier, Sébastiani và cuối cùng Royer-Collard trở thành người được bổ nhiệm. Sau đó, các nghị sĩ soạn thảo một bức thư thỉnh nguyện trả lời bài diễn văn của nhà vua, nhắc lại bản chất của Pháp điểm 1814. Bức thư thực sự là một văn bản phản đối nội các. Trong cuộc biểu quyết ngày 16 tháng 3, 221 người bỏ phiếu đồng ý và 181 phiếu chống lại việc soạn thảo này.
Ngày 18 tháng 3, khi bức thư được gửi đến cung điện Tuileries, vua Charles X nói rằng việc "Giải tán [Nghị viện] là điều không thể tránh khỏi". Ngày hôm sau, một chiếu dụ được đưa ra, hoãn kỳ họp ngày 1 tháng 9 của Nghị viện và cho phép các nghị sĩ được nghỉ 6 tháng. Vào thời điểm đó, nhà vua xác định đi tới cùng: "Ta muốn trèo lên ngựa hơn là ngồi sau xe kéo".

### Căng thẳng leo thang
Chỉ dụ của nhà vua khiến dư luận phẫn nộ. Họ cáo buộc nhà vua cùng các bộ trưởng thân cận có ý định thay đổi hiến pháp. Các ý kiến khác khẳng định Jules de Polignac, vốn là cựu đại sứ Anh và rấtthaan thiết với thủ tướng nước này, Arthur Wellesley, sẵn sàng nhờ Anh quốc can thiệp nếu tình hình tại Pháp xấu đi.
Tại Palais-Royal, Jean Vatout, người thân cận của Công tước Orléans Louis-Philippe, khuyên chủ nhân của mình khai thác địa vị sẵn có. Nhiều người khác, như Thiers, Tướng Gérard, Talleyrand... cũng cho rằng những người dòng Bourbon nhánh trưởng đã hết thời, nhưng Louis-Philippe vẫn chần chừ. Tháng 5, tại Paris, Louis-Philippe đón đón tiếp anh vợ là Francesco I cùng người vợ là María Isabel. Để chào mừng vị quân vương đến từ thành Napoli, ngày 31 tháng 5, một buổi tiệc xa hoa được tổ chức tại Palais-Royal và Charles X cũng tới dự. Khi nhà vua đã đi khỏi, dân chúng tràn vào khu vườn, Louis-Philippe nhiều lần ra ngoài ban công để xoa dịu đám đông chống đối Charles X và Jules de Polignac. Cuộc biểu tình trở nên dữ dội hơn. Các ghế gỗ được chất đống và đốt trong vườn, tiếng la ó bên cạnh tiếng nhạc. Bá tước Narcisse-Achille de Salvandy, người chịu trách nhiệm tổ chức buổi tiệc, nói với Louis-Philippe một câu về sau được nhắc đi nhắc lại ở Paris: "Vậy đấy, thưa ngài, một lễ hội rất Napoli, chúng ta khiêu vũ trên miệng núi lửa!".
Ngày 16 tháng 5 năm 1830, thời điểm đoàn quân viễn chinh của Pháp chuẩn bị xuất phát tới Alger, Charles X giải tán Nghị viện, rồi triệu tập đại cử tri đoàn các quận vào ngày 23 tháng 6 và các tỉnh vào ngày 3 tháng 7, khiến nội các chính phủ rối loạn. Jean de Courvoisier và Christophe de Chabrol de Crouzol từ chức, Jean de Chantelauze được chỉ định làm bộ trưởng Bộ Tư pháp, Guillaume Isidore de Montbel sang Bộ Tài chính, còn bộ trưởng Bộ Nội vụ được thay thế bằng bá tước Peyronnet, một người bảo hoàng cực đoan. Nam tước Guillaume Capelle, một tỉnh trưởng, được đưa lên làm quản lý ở Bộ Lao động và có vị trí trong tổ chức chính phủ.
Ngày 13 tháng 6, trên tờ Le Moniteur, Charles X cáo buộc các nghị sĩ đã không tự đánh giá đúng mục đích của họ và kêu gọi cử tri "không để bị lạc lối vì miệng lưỡi gian xảo của kẻ địch", "đẩy lùi những ngờ vực không đáng có làm mất lòng tin của quần chúng và có thể gây rối loạn". Charles X kết thúc: "Nhà vua kêu gọi, đó là một người cha kêu gọi. Hãy thực hiện nghĩa vụ của mình, Trẫm có nghĩa vụ của Trẫm.". Nhưng hành động mạo hiểm đã khiến Charles X nhận hậu quả. Sau cuộc bầu cử, số nghị sĩ đối lập tăng từ 221 lên 270.

### Chiếu dụ Saint-Cloud
Ngày 9 tháng 7 năm 1830, tin tức chiến thắng từ Algiers truyền đến Paris, góp phần khôi phục hào quang cho nền quân chủ Bourbon và củng cố ý định của Charles X. Từ ngày 10 tháng 7, nhà vua cùng các bộ trưởng thân cận bí mật ra chiếu dụ. Cảnh sát trưởng Paris và quân đội cũng không được biết nên đã không chuẩn bị gì cho việc giữ trật tự ở thủ đô. Phái tự do đối lập nghi ngờ sẽ xảy ra một cuộc khởi nghĩa nhân dân, vì phần lớn các thành viên đang này xuất phát từ giới quý tộc hoặc tư sản. Ngày hôm sau (10 tháng 7), khoảng 40 nghị sĩ và quân chức họp tại nhà công tước Victor de Broglie và quyết định từ chối bỏ phiếu cho ngân sách nhà nước trong trường hợp xảy ra bạo loạn.
Ngày 21 tháng 7, hầu tước Charles-Louis Huguet de Sémonville tới thăm Louis-Philippe, khi đó đang nghỉ hè ở lâu đài Neuilly cùng gia đình. Nhưng công tước Orléan lại tỏ ra không quân tâm đến quyền lực:
— Vương miện ư? Không bao giờ, Sémonville, nếu nó không đến với ta một cách hiển nhiên!
— Sẽ là hiển nhiên, thưa ngài, nó nằm dưới đất, nước Pháp nhặt lên và bắt ngài phải đội.
Ngày 25 tháng 7, lúc 11 giờ tối, chiếu dụ được giao tới người biên tập của tờ Le Moniteur để in trong đêm và phát hành vào ngày hôm sau:
- Sắc lệnh thứ nhất: đình chỉ quyền tự do báo chí, tất cả các xuất bản định kỳ phải được sự cho phép của chính phủ.
- Sắc lệnh thứ hai: giải tán Nghị viện mới được bầu.
- Sắc lệnh thứ ba: thay đổi thể thức bầu cử, giảm số nghị sĩ từ 428 xuống 258...
- Sắc lệnh thứ tư: triệu tập đại cử tri vào tháng 9.
- Sắc lệnh thứ năm và sáu: chỉ định Hội đồng Nhà nước.

## Diễn biến
| Neuilly Saint-Cloud • | Tòa thị chính Louvre Tuileries Palais-Royal Luxembourg                                            | Étoile Champs-Élysées Concorde Vendôme Palais Bourbon |
| Neuilly Saint-Cloud • | Tuileries: Cung điện hoàng gia • Palais Bourbon: Trụ sở Nghị viện • Luxembourg: Viện công khanh • |                                                       |

### Ngày 26 tháng 7: Những cuộc chống đối đầu tiên
Thứ hai, ngày 26 tháng 7 năm 1830, chiếu dụ của vua Charles X lan đi khắp nước Pháp, gây nên một trạng thái sửng sốt. Mặc dù nhiều người đã dự đoán về sự thay đổi, nhưng không ai tưởng tượng được rằng nhà vua lại hành động trước ngày 3 tháng 8 (thời điểm dự kiến diễn ra kỳ họp quốc hội).
Từ đầu buổi chiều, chủ biên tờ Le Constitutionnel tổ chức một buổi họp ở nhà luật sư André Dupin, một nghị sĩ phái tự do thân cận với Louis-Philippe, với sự tham gia của một số Charles de Rémusat, Pierre Leroux (chủ tòa soạn Le Globe), và một số luật sư khác như Odilon Barrot, Joseph Mérilhou,... Trong buổi họp, Dupin giải thích sự bất hợp lý của chiếu dụ so với Pháp điểm năm 1814. Sau đó, Rémusat và Leroux đến tòa soạn tờ Le National, nơi các nhà báo đang nhóm họp cùng Thiers, Mignet và Carrel, để phát hành một số báo đặc biệt kêu gọi chống đối bằng cách ngưng nộp thuế. Thiers và Rémusat đề xuất một bản kháng nghị và được soạn thảo ngay lập tức với chữ ký của 44 nhà báo, sẽ đăng ngày hôm sau trên các tờ Le National, Le Globe và Le Temps:
| “ | Chế độ hợp pháp đã bị [...] gián đoạn, bạo lực bắt đầu. Trong tình thế của chúng ta hiện tại, sự phục tùng không còn là nghĩa vụ. [...] Ngày hôm nay, các bộ trưởng tội lỗi đã vi phạm pháp chế. Chúng ta không còn phải tuân theo. Chúng tôi thử phát hành tờ báo này mà không xin phép như quy định ép buộc. | ” |

Cũng thời gian đó, các nghị sĩ tự do họp mặt tại Paris, nhưng còn vẫn dè chừng phản ứng của chính phủ. Buổi họp đầu tiên tại nhà Casimir Perier vào chiều ngày 26 với sự tham gia của Louis Bérard, Alexandre de Laborde, Bertin de Vaux, Saint-Aignan, Sébastiani và Taillepied de Bondy. Tại đây, Bérard và Laborde đề xuất một bản kháng nghị chung, nhưng bị các đồng sự từ chối, buộc họ phải tới tòa soạn của báo Le National để gia nhập nhóm của Thiers. Tối hôm đó, khoảng 15 nghị sĩ tập trung tại nhà Laborde, trong đó có Bavoux, Bérard, Lefebvre, Mauguin, Perier, Persil, và Schonen. Bérard lại đề nghị về bản kháng nghị nhưng vẫn bị phản đối với lý do họ chưa đủ đông. Mọi người tự hạn định sẽ đưa ra quyết định vào 15 giờ ngày hôm sau tại phòng khách nhà Casimir Perier. Nhiều người không muốn nhưng cũng không dám từ chối.
Tối hôm đó, một vài đám đông bắt đầu tụ tập trước Palais-Royal, quảng trường Carrousel và quảng trường Vendôme, từ lời kêu gọi của Hiệp hội Tháng Một. Họ thét lớn: "Pháp điểm muôn năm! Đả đảo các bộ trưởng! Đả đảo Polignac!". Một số người biểu tình nhận ra xe của thủ tướng Polignac, người khi đó đang đi cùng nam tước Haussez tới trụ sở Bộ Ngoại giao trên phố Neuve-des-Capucines, liền ném đá về hướng xe khiến cửa kính xe vỡ toang, và mảnh kính vỡ cũng gây xây xát cho Haussez. Mã phu thúc ngựa chạy nhanh vào trong khuôn viên của Bộ Ngoại giao và đội hiến binh đóng vội cổng.

### Ba ngày vinh quang

#### Ngày 27: Từ nổi loạn tới khởi nghĩa

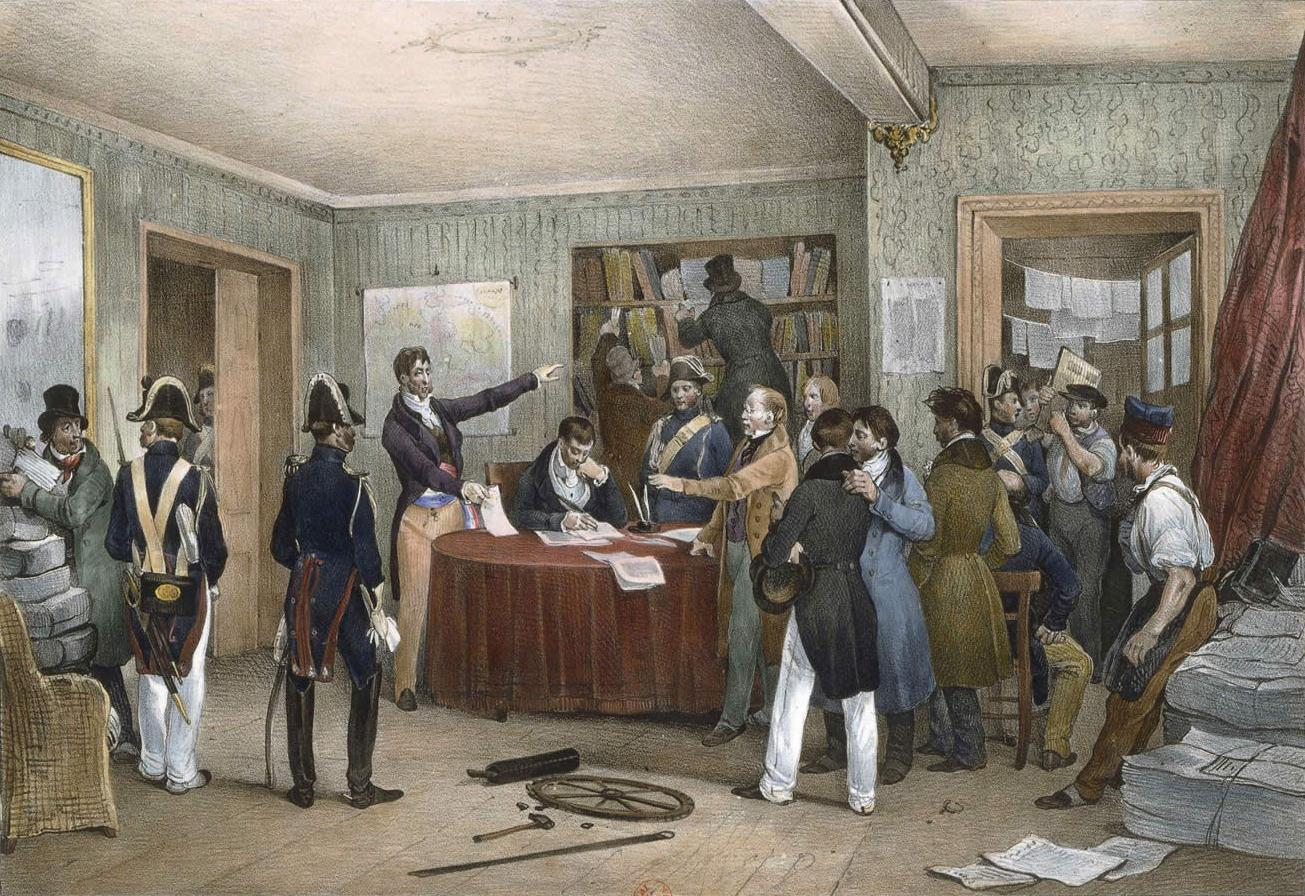
Tịch thu báo chí, ngày 27. Victor Adam, Thư viện quốc gia Pháp

Ngày 27 tháng 7, bất chấp lệnh cấm, các tờ Le National, Le Temps, Le Globe và Le Journal du commerce đồng loạt đăng tải bản kháng nghị của các nhà báo. Ngay lập tức, Claude Mangin, cảnh sát trưởng Paris, ra lệnh tịch thu những số phát hành của cả bốn tờ, gây ra ẩu đả giữa cảnh sát và thợ in.
Giới lãnh đạo của cuộc cách mạng này gồm các phần tử cộng hòa (một nhóm nhỏ nhưng tích cực và cương quyết: Godefroy Cavaignac, Joseph Guinard, Armand Marrast, Louis-Adolphe Morhéry, François-Vincent Raspail, Ulysse Trélat, Ferdinand Flocon, Auguste Blanqui...) và những người theo chủ nghĩa Bonaparte (chủ yếu là các cựu binh của Đệ nhất đế chế, có số lượng đông hơn và bí mật tập hợp thành các tổ chức dưới sự bảo hộ của đảng Carbonari từ một năm trước đó).
Tuy nhiên, thành phần tham gia cách mạng vẫn là đề tài cho nhiều cuộc tranh luận của những nhà sử học. Các sử gia chủ nghĩa xã hội hay cộng sản (theo hướng Ernest Labrousse) cho rằng những người nổi dậy là nạn nhân của khủng hoảng kinh tế, trong khi một số khác (như nhà sử học người Mỹ David H. Pinkney), cho rằng đây là những thợ thủ công, người buôn bán nhỏ, người làm thuê, hoặc thậm chí là thành viên của lực lượng Vệ quốc đoàn từ thời Cách mạng Pháp bị giải tán vào năm 1827 nhưng vẫn giữ lại vũ khí. Với Jean Tulard, dựa trên tư liệu lưu trữ của sở cảnh sát, lực lượng nổi dậy là "những công nhân làm việc theo thời vụ, không có truyền thống cách mạng [...] tụ tập dưới sự lôi kéo của sinh viên và những người cầm đầu về chính trị".
Vào lúc 3 giờ chiều, khoảng 30 nghị sĩ tự do họp tại nhà Casimir Perier dưới sự lãnh đạo của một người cực tả, Labbey de Pompières. Khi Bérard tiếp tục đề xuất soạn thảo bản kháng nghị, ông nhận thấy Perier có vẻ khó chịu rõ rệt. Abel-François Villemain gợi ý gửi một bức thư cho Charles X, còn theo André Dupin, nên kháng nghị nhưng mang tính cá nhân. Sau khi lần khần tránh né, chỉ François Guizot tự nhận chuẩn bị một phương án và sẽ đệ trình vào ngày hôm sau. Khoảng 5 giờ chiều, các nghị sĩ lại giải tán mà chưa có một giải pháp nào cụ thể.
Trong khi đó, những nhóm nổi dậy đầu tiên đã xung đột với cảnh sát và cảnh binh ở khu vực Palais-Royal. Chướng ngại vật bắt đầu được sinh viên và công nhân thuộc Hiệp hội Tháng Một dựng lên. Đám đông thêm phẫn nộ bởi thông báo bổ nhiệm thống chế Auguste de Marmont làm tư lệnh sư đoàn số 1 ở Paris. Trước đó, Marmont bị mang tiếng phản trắc, vì từng rút 20.000 quân về Essonne thay vì đến yểm trợ Paris khi thành phố bị tấn công vào năm 1814. Được những người cầm đầu thúc đẩy, đám đông ném đồ đạc vào quân đội. Đến tối hôm đó, quân đội bắt đầu nổ súng, chính thức bắt đầu cuộc cách mạng.

#### Ngày 28 tháng 7: Cách mạng nhân dân

Nữ thần Tự do dẫn dắt nhân dân, họa phẩm nổi tiếng của Eugène Delacroix minh họa ngày 28. Bảo tàng Louvre

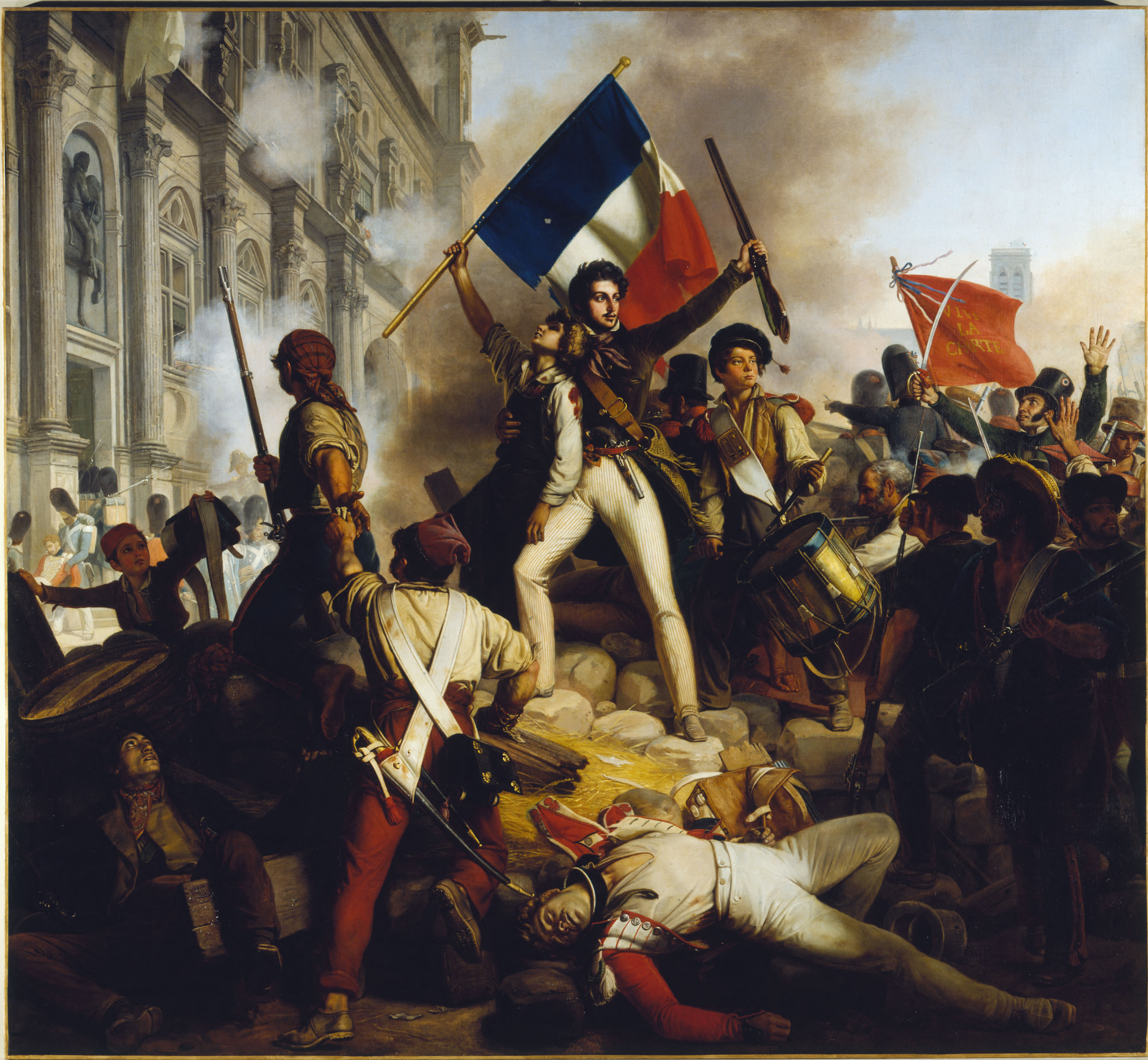
Trận chiến trước tòa thị chính ngày 28 tháng 7, Jean-Victor Schnetz. Petit Palais

Buổi sáng 28 tháng 7 năm 1830, đường phố tại các khu vực trung tâm và phía đông Paris tràn ngập chướng ngại vật. 10.000 người nổi dậy vừa cướp phá các xưởng vũ khí vừa hát bài La Marseillaise. Đến 11 giờ trưa cùng ngày, các bộ trưởng cùng thủ tướng Polignac tới cung điện Tuileries nhờ Marmont bảo vệ. Nhận thấy tình hình thực sự nghiêm trọng, thống chế Marmont gửi tin báo cho Charles X, khi đó đang ở lâu đài Saint-Cloud:
| “ | Không còn là một vụ nổi loạn nữa, đây là một cuộc cách mạng. Hoàng thượng cần khẩn cấp quyết định phương án trấn áp. Ngai vàng vẫn còn có thể giữ được. Nhưng ngày mai có thể sẽ không còn thời gian. | ” |

Đây là câu nói nổi tiếng của công tước Liancourt dành cho Louis XVI thời kỳ Cách mạng Pháp. Nhưng Charles X không trả lời. Đến tối hôm đó, Polignac báo cho Marmont biết nhà vua vừa ký một chiếu dụ đặt Paris vào tình trạng bị bao vây, ban cho Marmont mọi đặc quyền để dập tắt cuộc cách mạng. Nhưng khi đó Marmont chỉ có 10.000 quân. Thủ đô dường như bị bỏ ngỏ bởi quân đội đã được gửi đi cho cuộc viễn chinh Alger, tới Normandie để giải quyết các đám cháy hàng loạt cố ý, và tới biên giới phía Bắc để đề phòng phía Bỉ.
Lát sau, các nhóm binh lính, với sự tiếp tế kém cỏi về cả đạn dược và lương thực, như mắc bẫy trên những con phố nhỏ hẹp của Paris, đầy chướng ngại vật và dưới cơn mưa gạch đá... Cuối buổi sáng, những người nổi dậy chiếm được Tòa thị chính thành phố và kéo lên lá cờ ba màu. Sau nhiều lần mất rồi lại lấy lại trong ngày, công trình mang tính biểu tượng vẫn thuộc về tay những người cách mạng. Charles-Maurice de Talleyrand-Périgord khi đó đang ở trong dinh thự Saint-Florentin trên quảng trường Concorde. Vào lúc 5 giờ chiều, người thư ký nói với Talleyrand rằng những hồi chuông mà họ nghe thấy từ xa báo hiệu phái nổi dậy đã làm chủ Tòa thị chính. Talleyrand nói:
— Chỉ vài phút nữa, Charles X sẽ không còn là vua nước Pháp.
Cũng ngày hôm đó, các nghị sĩ phái tự do vẫn tiếp tục gắng tìm một giải pháp thỏa hiệp. Tướng Étienne Maurice Gérard, nghị sĩ của tỉnh Oise, kín đáo gửi bác sĩ Thiébaut tới nam tước Vitrolles để làm một cuộc vận động nhà vua rút lại chiếu dụ. Vitrolles đến lâu đài Saint-Cloud vào buổi chiều và gặp Charles X trong hai tiếng nhưng nhà vua từ chối mọi nhượng bộ. Lúc giữa trưa, các nghị sĩ tập hợp tại nhà Pierre-François Audry de Puyraveau. Lần đầu tiên Jacques Laffitte và La Fayette, vừa mới trở lại Paris, có mặt. Một ban 5 người được chỉ định, gồm Laffitte, Delessert, Perier, các tướng Gérard và Mouton, nhận trách nhiệm tới thương thuyết với Marmont để ngừng chiến.
Khoảng 2 giờ rưỡi chiều, Thống chế Marmont tiếp phái đoàn nghị sĩ tại cung điện Tuileries. Marmont viện các lệnh nhận được, đòi hỏi kết thúc cuộc khởi nghĩa trước khi ngừng bắn. Thế nhưng các nghị sĩ lại đòi hỏi rút lại chiếu dụ và thải hồi các bộ trưởng là điều kiện để ngừng cuộc nổi dậy. Khoảng 3 giờ chiều, phái đoàn nghị sĩ rời Tuileries. Marmont gửi một bức điện báo cáo Charles X và nhận được trả lời vào cuối buổi chiều: Giữ vững và tập trung quân đội ở giữa Louvre và Champs-Élysées.
Cũng thời điểm đó, các nghị sĩ lại tiếp tục họp, nhưng lần này tại nhà Louis Bérard. Họ từ chối trực tiếp ký vào bản kháng nghị do Guizot soạn mà muốn công bố một bản in. Chính phủ đưa ra quyết định bắt giữ La Fayette, Gérard, Mauguin, Audry de Puyraveau, Salverte và André Marchais. Thiers bỏ đi chốn ở gần Pontoise, trong khi đó Rémusat trú tại nhà công tước Broglie.
Jacques Laffitte, vừa trở về từ Breteuil, là người đầu tiên cổ vũ cho Louis-Philippe. Tại Palais-Royal, Laffitte tiếp xúc với người thư ký là Oudard, gửi cho Louis-Philippe, lúc đó đang ở Neuilly, một tin nhắn nhận hợp tác cùng. Trong đêm 27 sang 28, một tiểu đoàn cận vệ hoàng gia đóng trại tại vùng ngoại ô Saint-Honoré nhận được lệnh bao vây lâu đài Neuilly nhằm ngăn chặn sự hợp tác có thể giữa Louis-Philippe và phe nổi loạn. Đêm hôm đó, Louis-Philippe phải ngủ trong nhà nuôi tằm ở gần lâu đài Villiers.

#### Ngày 29: Chiến thắng của phe khởi nghĩa

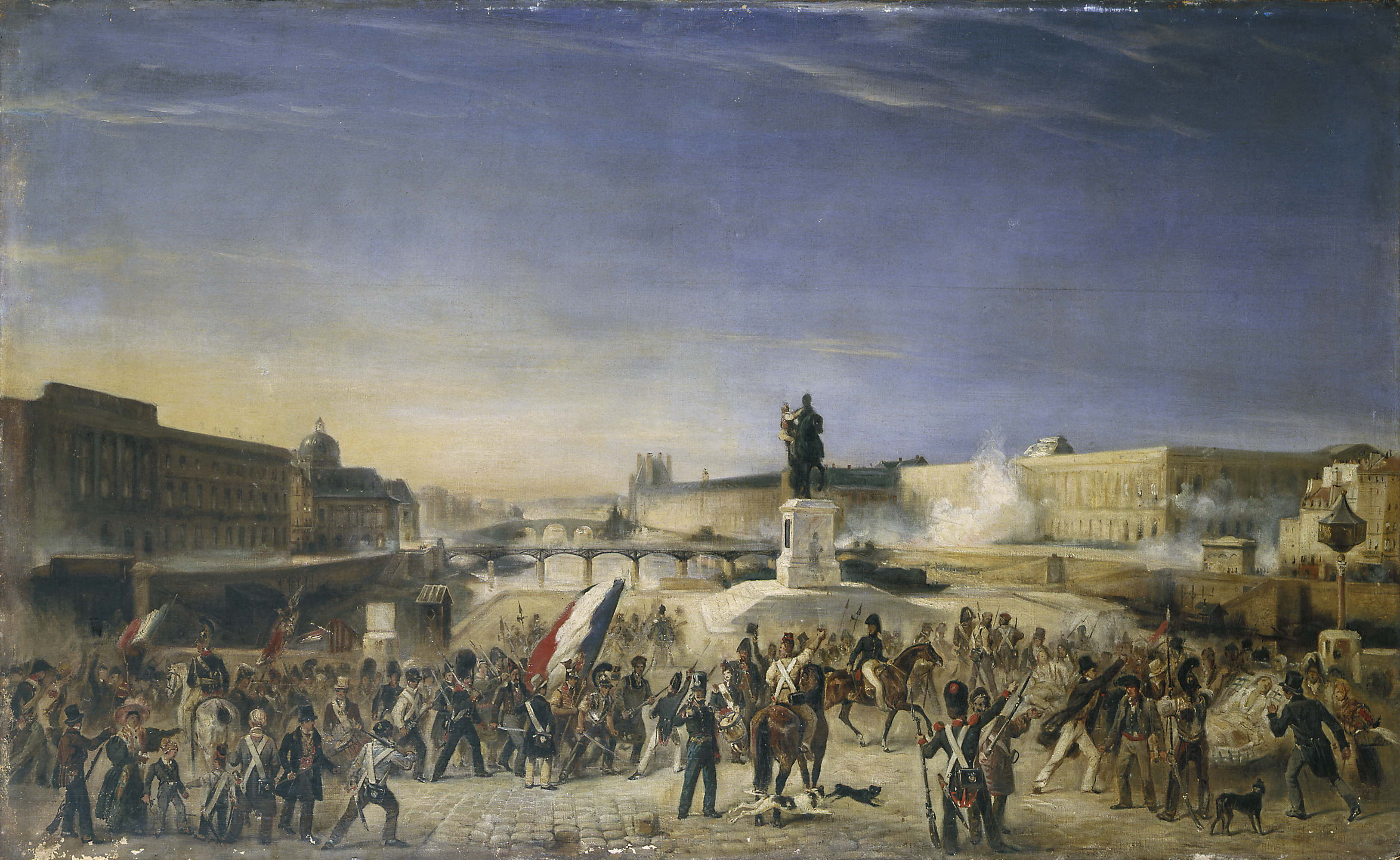
Tấn công Louvre, ngày 29, tác giả vô danh. Bảo tàng Carnavalet

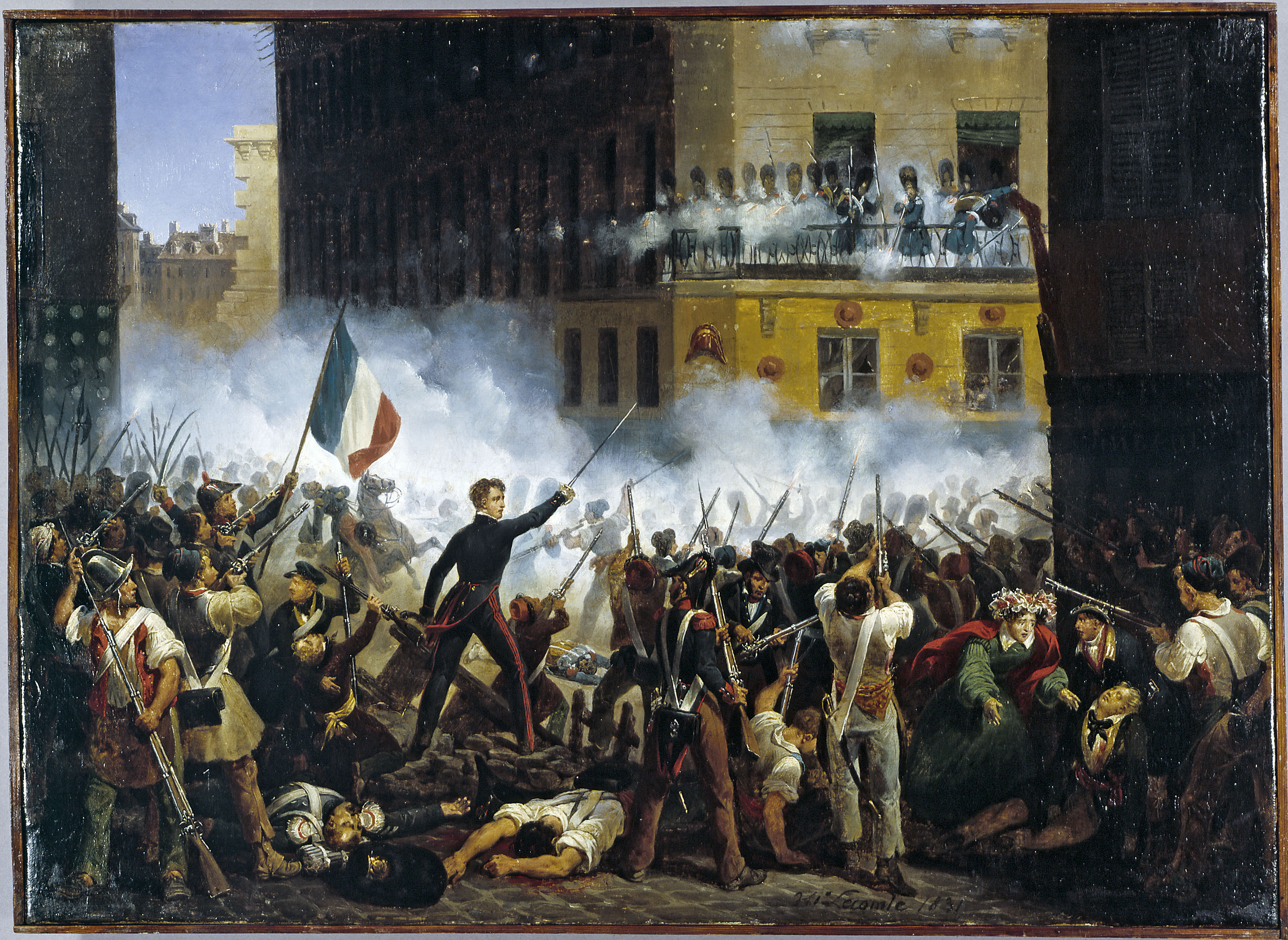
Chiến đấu trên phố Rohan, ngày 29, Hippolyte Lecomte. Bảo tàng Carnavalet

Trong đêm 28 sang ngày 29, các chướng ngại vật mới được tiếp tục được dựng lên. Thứ năm ngày 29, Marmont phải dàn quân ở khu vực giữa Louvre và Étoile. Buổi sáng, những người nổi dậy chiếm được quảng trường Vendôme từ tay trung đoàn 5 và 53. Điều này khiến ý đồ quân sự của Marmont bị sụp đổ. Tránh bị chia cắt, quân đội phải bỏ Louvre và Tuileries rút về Champs-Élysées và Étoile. Trong buổi tối, phe khởi nghĩa đã làm chủ Paris còn tàn quân hoàng gia rút về rừng Boulogne để bảo vệ lâu đài Saint-Cloud.
Buổi sáng, hai công khanh, hầu tước Sémonville và bá tước Argout tới Tuileries để đề nghị Polignac từ chức và rút lại chiếu dụ. Kết thúc buổi gặp gỡ thất bại, hai công khanh và Polignac đều tới Saint-Cloud, tuy không đi cùng nhau nhưng đến cùng lúc, đối lập trước Charles X trong khi nhận được những tin thất bại của Marmont. Cũng buổi sáng, nam tước Vitrolles nhận được qua bác sĩ Thiébaut tin của tướng Gérard: Dù nhà vua không rút lại chiếu dụ, nhưng phải thải hồi Polignac, công tước Mortemart sẽ nhận nhiệm vụ thành lập một nội các mới trong đó có Gérard và Perier. Charles X đồng ý các điều kiện đó và Sémonville, Argout cùng Vitrolles quay về Paris để báo tin.
Trong buổi sáng, các nghị sĩ và nhà báo họp tại nhà Laffitte. Laffitte gửi Oudard tới Neuilly để nói cho Louis-Philippe tình hình rất khấn cấp, Louis-Philippe cần sử dụng vị trí của mình. La Fayette tuyên bố đồng ý vị trí chỉ huy Vệ quốc đoàn, lực lượng giải tán vào năm 1827 vừa hình thành trở lại. Ngược với ý kiến của những người cộng hòa muốn thành lập một chính phủ lâm thời, Guizot, Bertin de Vaux và Méchin đề nghị một ban chịu trách nhiệm quản lý thành phố. Đề xuất này được chấp nhận, ủy ban thành lập với các thành viên Casimir Perier, Mouton de Lobau, Audry de Puyraveau, Mauguin và Auguste de Schonen. Buổi chiều, La Fayette và ủy ban tới Tòa thị chính.
Cuối buổi chiều, Sémonville, Argout và Vitrolles từ Saint-Cloud quay về Paris. Sau khi mất rất nhiều thời gian vượt qua các chướng ngại vật trên đường phố, ba người tới Tòa thị chính lúc 8 giờ tối. Ủy ban và La Fayette đòi hỏi về bằng chứng chính thức xác nhận việc thải hồi Polignac nhưng Sémonville, Argout và Vitrolles không thể đưa ra. Nản chí, Sémonville bỏ về ngủ ở cung điện Luxembourg còn Argout về nhà Laffitte, nơi các nghị sĩ đang họp và đã đưa ra ý định: Charles X vẫn giữ ngai vàng, công tước Mortemart trở thành thủ tướng. Lúc 10 giờ tối, Argout lại tới Saint-Cloud để tìm công tước Mortemart. Các nghị sĩ đồng ý sẽ chờ cho tới 1 giờ sáng. 1 giờ rưỡi, Argout vẫn chưa quay trở lại, cuộc họp giải tán.
Những người nổi dậy vẫn làm chủ thành phố. Thời điểm để thỏa ước đã qua và như vậy ngai vàng của Charles X bị tuyên án.

### Ngày 30: Quyết định chọn Louis-Philippe
Ngày 30, các nghị sĩ và nhà báo lâm vào cảnh phải kìm hãm bớt cách mạng nhân dân để giữ vững lợi ích cho tầng lớp tư sản. Tại nhà mình, Laffitte tiếp ba biên tập viên của tờ Le National: Thiers, Mignet và Carrel. Laffitte tỏ ra không lo ngại nguy cơ từ những người chủ nghĩa Bonaparte. Napoléon II đang ở Áo, phần lớn quan chức của Đệ nhất đế chế đã theo nền quân chủ. Nhưng Laffitte sợ rằng với sự vận động của công tước Mortemart, các nghị sĩ sẽ đồng ý cho cháu trai của Charles X, khi đó mới 10 tuổi, lên ngai vàng, trở thành Henri V. Bốn người thỏa thuận phải giải quyết nhanh chóng và công bố luôn, không cần đợi Louis-Philippe. Thiers cùng Mignet soạn thảo một bản thông báo để in ngay trong xưởng in của tờ Le National và sẽ dán khắp thành phố để dân chúng Paris đọc được vào sáng ngày hôm sau:
| “ | Charles X không thể quay lại Paris: ông ta đã làm nhân dân phải đổ máu. Nền cộng hòa sẽ khiến chúng ta bị phân hóa: nó sẽ gây bất hòa với châu Âu. Công tước Orléans là một vị hoàng thân tận tụy với Cách mạng. Công tước Orléans không bao giờ chống lại chúng ta. [...] Công tước Orléans đã tuyên bố; ngài đồng ý với Pháp điểm mà chúng ta luôn mong đợi. Vì nhân dân Pháp, ngài sẽ nhận lấy vương miện. | ” |
|   | |   |

Với quyết định này, bốn người còn phải cần sự ủng hộ của Mortemart và trên hết là La Fayette, người cầm đầu của phái cộng hòa. Bên cạnh đó cũng phải thuyết phục Louis-Philippe, đến lúc này vẫn chưa để lộ ý định gì. Charles de Rémusat, người lấy cháu gái của La Fayette, nhận nhiệm vụ tới thăm dò ý kiến La Fayette tại Tòa thị chính vào buổi sáng hôm đó. Charles de Rémusat đưa ra lựa chọn giữa Louis-Philippe và nền cộng hòa rồi hỏi trong trường hợp cộng hòa, La Fayette có đồng ý làm người lãnh đạo không. La Fayette, khi đó đã 73 tuổi, trả lời: "Công tước Orléans sẽ làm vua.". Còn Mortemart cũng về đến Paris vào buổi sáng hôm đó cùng với bá tước Argout. Mortemart dự định tới nhà Laffitte rồi đến Tòa thị chính, nhưng trên đường đi gặp Bérard và cha vợ là tướng Mathieu Dumas. Bérard cho biết các nghị sĩ đang họp và sẽ tới Palais Bourbon vào buổi trưa để đề nghị Louis-Philippe làm quan phụ chính. Mortemart đưa ra các chiếu dụ, nhưng Bérard trả lời:
— Charles X không còn là vua nữa. [...] Đã quá muộn, thời điểm để thỏa hiệp đã qua, ông ta sẽ không bao giờ trở lại.
Thất vọng, Mortemart không tới Tòa thị chính mà quay về cung điện Luxembourg, nơi Sémonville họp cùng một vài công khanh khác. Một trong số đó, bá tước Sussy, đề nghị vẫn tới Tòa thị chính thông báo chiếu dụ. Nhưng khi đọc chiếu dụ tại Tòa thị chính, Sussy đã phải chạy trốn trước sự nổi giận của đám đông. Tại Palais Bourbon, các nghị sĩ cũng từ chối nhận chiếu dụ vì cùng đồng ý Charles X không còn là vua và lập ra một ban 5 người để tới điều đình với Viện công khanh: Augustin Perier, Horace Sébastiani, François Guizot, Benjamin Delessert và Jean-Guillaume Hyde de Neuville. Ở cung điện Luxembourg, 5 nghị sĩ chỉ ra cho Mortemart rằng Charles X không còn trị vì và sự lựa chọn chỉ còn Louis-Philippe hoặc nền cộng hòa. Cuối cùng phần lớn các công khanh cũng đồng ý rằng Louis-Philippe là phương án tốt hơn cả. Sébastiani tới Palais Bourbon để báo lại tin này cho các nghị sĩ. 

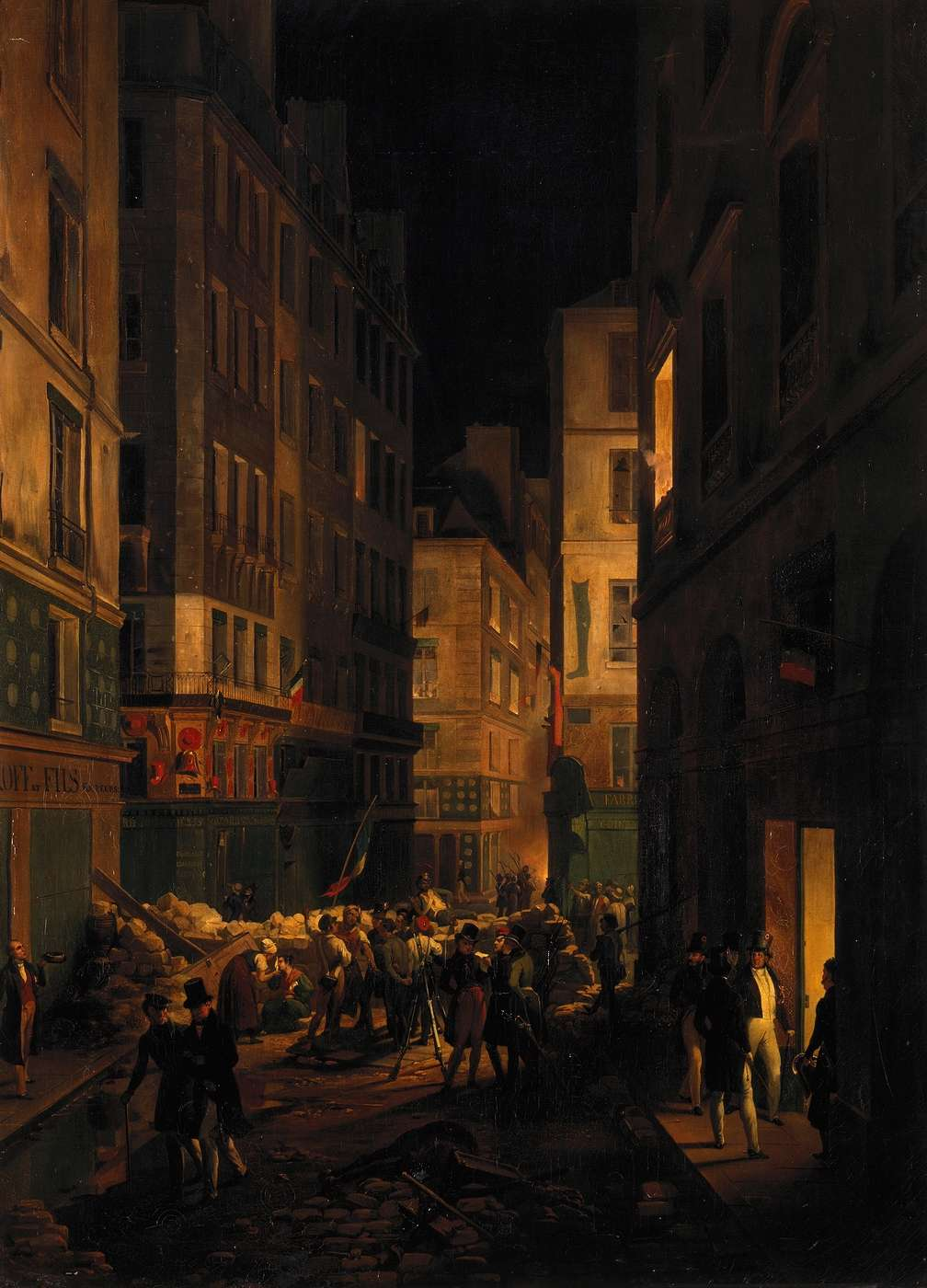
Louis-Philippe về tới Palais-Royal đêm 30. Jean-Baptiste Carbillet, bảo tàng lâu đài Versailles

Vào buổi sáng ngày 30, trong khi các nghị sĩ và công khanh tranh luận, vẫn chưa có gì chứng minh Charles X đã bị đẩy ra ngoài cuộc. Nhà vua vẫn còn ở Saint-Cloud và vừa lập nên một chính phủ mới, có thể thoái vị nhường ngôi cho người cháu, tức công tước của Bordeaux. Còn Louis-Philippe vẫn thận trọng, đã rời Neuilly tới lâu đài Raincy, địa điểm cách xa Saint-Cloud hơn.
Giữa trưa, các nghị sĩ họp ở Palais Bourbon. Chỉ một mình Hyde de Neuville còn bênh vực cho Charles X, một nhóm nhỏ gợi đến nền cộng hòa, còn lại phần lớn ủng hộ Louis-Philippe. Thế nhưng nếu chọn Louis-Philippe vẫn còn hai phương án: hoặc Louis-Philippe trở thành quan phụ chính, hoặc Louis-Philippe nối tiếp ngai vàng. Cuối cùng, vào đầu buổi chiều, các nghị sĩ đồng ý với phương án đầu tiên.
Từ buổi sáng, các nghị sĩ đã quyết định để Henri de Rigny cùng Jean Vatout đến thăm dò Louis-Philippe tại lâu đài Neuilly. Thiers cùng với họa sĩ Ary Scheffer, một người thân của gia đình Louis-Philippe, cũng tới lâu đài Neuilly. Đến trước, nhưng Thiers không gặp Louis-Philippe mà chỉ có Maria Amalia và Adélaïde, vợ và em gái của Louis-Philippe. Maria Amalia nói "[Louis-Philippe] không bao giờ chấp nhận khi nhà vua [Charles X] còn đang ở Saint-Cloud". Thiers thuyết phục rằng Louis-Philippe là giải pháp tốt nhất, không thay đổi triều đại, cứu nước Pháp khỏi chủ nghĩa vô chính phủ... Cuối cùng, Adélaïde quyết định: "Nếu ngài tin rằng sự tán thành của gia đình chúng tôi có thể đem lại lợi ích cho cách mạng, chúng tôi sẽ vui lòng giúp ngài! [...] Tôi sẽ tới Paris và hứa nhân danh anh trai, trên quảng trường Palais-Royal, giữa nhân dân.".
Henri de Rigny và Jean Vatout tới sau cũng không gặp Louis-Philippe. Trong suốt ngày hôm đấy họ ở lại Neuilly. Maria Amalia, mặc dù nói: "Chồng tôi không muốn trở thành kẻ tiếm ngôi", nhưng đã gửi Oudard, người thư ký, tới Raincy để báo cho Louis-Philippe trở về Neuilly. Một lúc sau, Lasteyrie, con rể của La Fayette, tới báo "cần nhanh chóng bởi rất khó khăn để giữ chân nhân dân". Maria Amalia gửi tin nhắn thứ hai cho Louis-Philippe. Người đưa tin, sĩ quan Montesquiou, vượt qua quãng đường 20 km giữa Neuilly và Raincy, tới nơi vào giữa buổi chiều. Một nhóm nghị sĩ gồm 12 người cũng tới Neuilly. Đầu buổi tối, Louis-Philippe cùng Montesquiou và Oudard trở về Neuilly nhưng ẩn ở công viên. Khoảng 8 giờ tối, khi vợ và em gái ra gặp, Louis-Philippe quyết định đồng ý với giải pháp của Nghị viện. Sau đó, các nghị sĩ được mời tới, dưới ánh sáng của các ngọn đuốc, Louis-Philippe chính thức tuyên bố đồng ý.
Khoảng 10 giờ tối, Louis-Philippe mặc áo redingote xám, đội mũ đen, đeo dải băng ba màu cờ, cùng thư ký Oudard và hai sĩ quan Auguste de Berthois, Pierre Agathe Heymes rời Neuilly đi bộ về Palais-Royal. Trên đường đi, Louis-Philippe dừng lại tại dinh thự Saint-Florentin trên quảng trường Concorde để biết chắc được sự ủng hộ của Talleyrand. Về tới Palais-Royal gần nửa đêm, Louis-Philippe cho báo tin tới công tước Mortemart rồi ngủ tại một căn phòng trong căn hộ của Oudard.

### Ngày 31: Louis-Philippe nhập cuộc

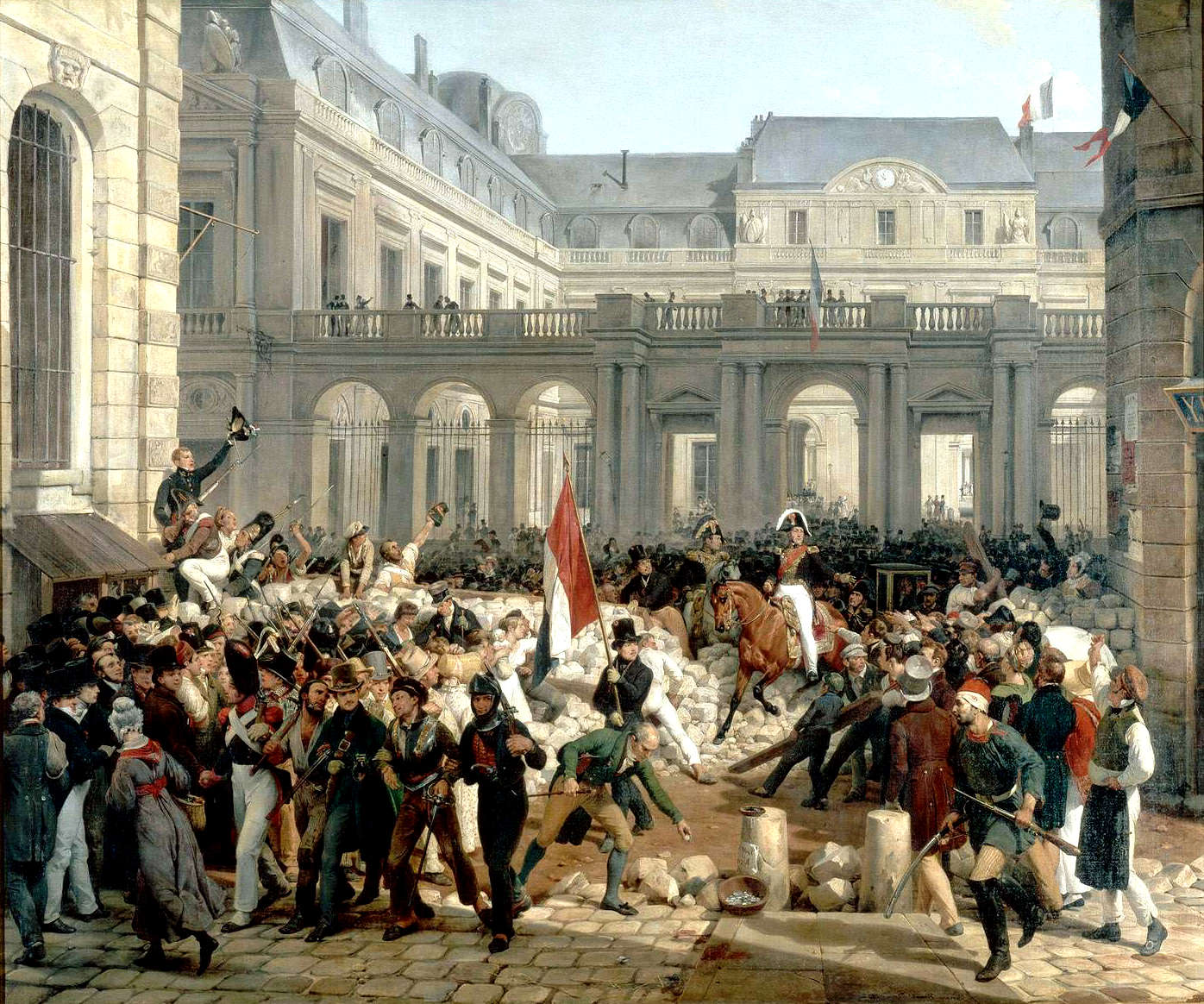
Louis-Philippe rời Palais-Royal, ngày 31. Horace Vernet, bảo tàng lâu đài Versailles

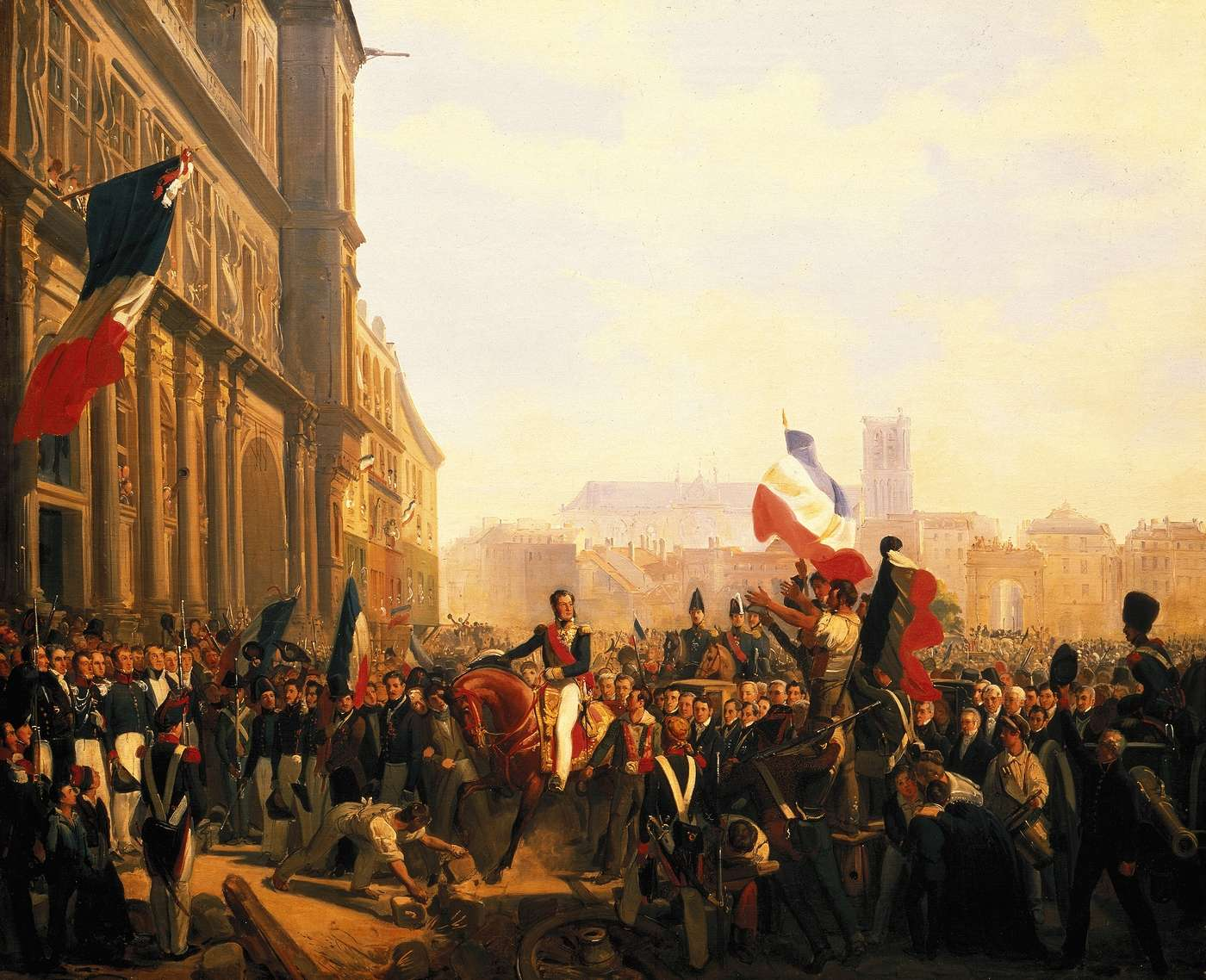
Louis-Philippe đến Tòa thị chính, ngày 31. Feron Eloi Firmin, bảo tàng lâu đài Versailles

Trong đêm 30 sang ngày 31, sĩ quan Heymes tới nhà Jacques Laffitte, dựng Laffitte khỏi giường vào lúc 1 giờ rưỡi để báo rằng Louis-Philippe sẽ tiếp các nghị sĩ vào 9 giờ tại Palais-Royal. Tiếp đó, Heymes tới cung điện Luxembourg khoảng 2 giờ sáng đánh thức công tước Mortemart, thuyết phục ủng hộ cho Louis-Philippe. Khoảng 3 giờ, hai người trở về Palais-Royal. Berthois dẫn Mortemart tới gặp Louis-Philippe khoảng 4 giờ sáng, khi đó đang ngủ trên một chiếc đệm cũ trong căn phòng nhỏ. Louis-Philippe trở dậy, áo hở ngực, người đầy mồ hôi, chứng tỏ với Mortemart sự trung thành của mình dành cho Charles X:
— Nếu ngài gặp nhà vua trước tôi, nói với nhà vua rằng tôi bị cưỡng ép phải quay về Paris, [...] rằng tôi sẽ tự băm mình ra từng mảnh trước khi để bị đội vương miện lên đầu.
Tiếp đó Louis-Philippe thông báo các nghị sĩ có mặt ở Paris đã chỉ định mình làm quan phụ chính để cản bước nền cộng hòa rồi hỏi về tính hợp pháp của quyết định đó. Mortemart cho biết trong trường hợp này, các nghị sĩ không thể thay mặt cho nhà vua. Cuối cùng, Louis-Philippe giao cho Mortemart một bức thư gửi Charles X trong đó cam kết sự trung thành và nói rõ nếu người ta bắt mình phải nhận quyền lực thì điều đó chỉ "tạm thời và để giữ quyền lợi của gia tộc".
Buổi sáng, Louis-Philippe được biết tin Charles X đã bỏ Saint-Cloud để về Grand Trianon. Ngay lập tức, Louis-Philippe gọi Mortemart để lấy lại bức thư với lý do cần sửa lại. 9 giờ sáng, sau khi nói chuyện với Méchin, Dupin và Sébastiani, Louis-Philippe tiếp phái đoàn nghị sĩ. Viện cớ còn những mối quan hệ gia đình với Charles X, Louis-Philippe từ chối, không thể tuyên bố nhận chức vụ quan phụ chính ngay. Các nghị sĩ, lo lắng nền cộng hòa có thể được tuyên bố ở Tòa thị chính bất cứ lúc nào, tiếp tục gắng thuyết phục. Cuối cùng, Louis-Philippe cùng Sébastiani và Dupin thảo một bản tuyên bố, với sự đồng ý của các nghị sĩ có mặt khi đó:
| “ | Dân chúng Paris! Các nghị sĩ của nước Pháp, hiện đang tập trung ở Paris, đã muốn tôi đến thủ đô để nhận chức vụ quan phụ chính. Tôi không do dự tới đây để chia sẻ mối nguy và đặt mình vào giữa nhân dân anh hùng, với tất cả sức lực để ngăn cuộc nội chiến và tình trạng vô chính phủ. Khi vào thành phố Paris, tôi tự hào mang ba màu cờ vinh quang này. Các viện sẽ họp bàn; họ sẽ nghĩ phương cách để bảo vệ chế độ của luật pháp và quyền lợi của quốc gia. Pháp điểm từ nay sẽ là thực tế. | ” |

Tại Tòa thị chính, ủy ban thành phố đã thành lập một chính phủ lâm thời. Cần có sự ủng hộ của La Fayette, khoảng 2 giờ chiều, Louis-Philippe rời Palais-Royal tới Tòa thị chính. Tử tước Chateaubriand, nhà văn nổi tiếng, viết lại trong hồi ký: "Công tước Orléans [...] xuống sân Palais-Royal, trèo lên một con ngựa trắng. [...] Các nghị sĩ hăng hái nhất rống lên: Công tước Orléans muôn năm!". Nhưng khi đoàn của Louis-Philippe đi dọc sông Seine, vượt qua các chướng ngại vật trên phố để về hướng Tòa thị chính, những tiếng hô chống đối xuất hiện: "Đả đảo nhà Bourbon! Nhà Bourbon đáng chết! Đả đảo Công tước Orléans!". Tới Tòa thị chính, Louis-Philippe, khi đó mặc bộ quân phục của Vệ quốc đoàn, gắng xoa dịu không khí căng thẳng:
— Thưa các ngài, đây là một cựu vệ quốc quân tới thăm vị tướng cũ của mình!
Những người chống đối vẫn tiếp tục: "La Fayette muôn năm! Đả đảo nhà Bourbon!". Louis-Philippe ôm hôn La Fayette, khi đó khập khiễng bước tới:
— A! Đây là hậu quả của vết thương mà ngài bị ở Hoa Kỳ, trong trận Brandywine!
— À! Kỷ niệm! La Fayette trả lời.
Jean-Pons-Guillaume Viennet, nghị sĩ tỉnh Hérault, đọc tuyên bố của nghị viện, được thông qua trước đó với 90 chữ ký, nhận được tán thưởng nhờ lời hứa quyền tự do của công chúng. Louis-Philippe nói: "Tôi xót xa trước những khổ đau và đổ máu của đất nước; là một hoàng thân, tôi hạnh phúc được góp phần cho sự may mắn của dân tộc.". Để tránh không khí căng thẳng do vẫn còn những phản đối, La Fayette và Louis-Philippe ra ngoài ban công Tòa thị chính cùng ôm hôn dưới lá quốc kỳ. Tử tước Chateaubriand nhận định: Cái "ôm hôn cộng hòa" của La Fayette đã chính thức đặt Louis-Philippe lên ngai vàng.
Louis-Philippe trở về Palais-Royal bằng phố Saint-Honoré, nhận được thái độ nồng nhiệt hơn từ công chúng. Đầu buổi tối, Maria Amalia và Adélaïde, vợ và em gái của Louis-Philippe, đến Palais-Royal: "Chúng tôi thấy chồng tôi cùng ngài Dupin và tướng Sébastiani. Hai phòng khách chứa đủ hạng người. Quốc kỳ khắp nơi, các cửa sổ và tường đã bị thủng lỗ chỗ bởi đạn; mọi người khiêu vũ và hát trên quảng trường. Một không khí ầm ĩ và lộn xộn".

## Tháng 8: Charles X thoái vị, Louis-Philippe I lên ngôi
Ngày 1 tháng 8, La Fayette tới Palais-Royal cùng với ủy ban thành phố lâm thời, trao quyền lực lại cho Louis-Philippe. Một chính phủ mới được thành lập. Để tránh đụng chạm những người cộng hòa, Louis-Philippe chấp nhận hầu hết các đề nghị của ủy ban thành phố. Riêng François Guizot từ Bộ Giáo dục được chuyển sang Bộ Nội vụ, còn Victor de Broglie bị gạt ra, nhưng lại có chân trong Hội đồng chính phủ cùng với Casimir Perier, André Dupin, Jacques Laffitte, Mathieu Louis Molé và Tướng Sébastiani. Louis-Philippe cũng thay cảnh sát trường Paris và từ ngày 2 đến ngày 5, chỉ định các bộ trưởng Ngoại giao, Giáo dục cùng nhiều chức vụ quan trọng của chính phủ.

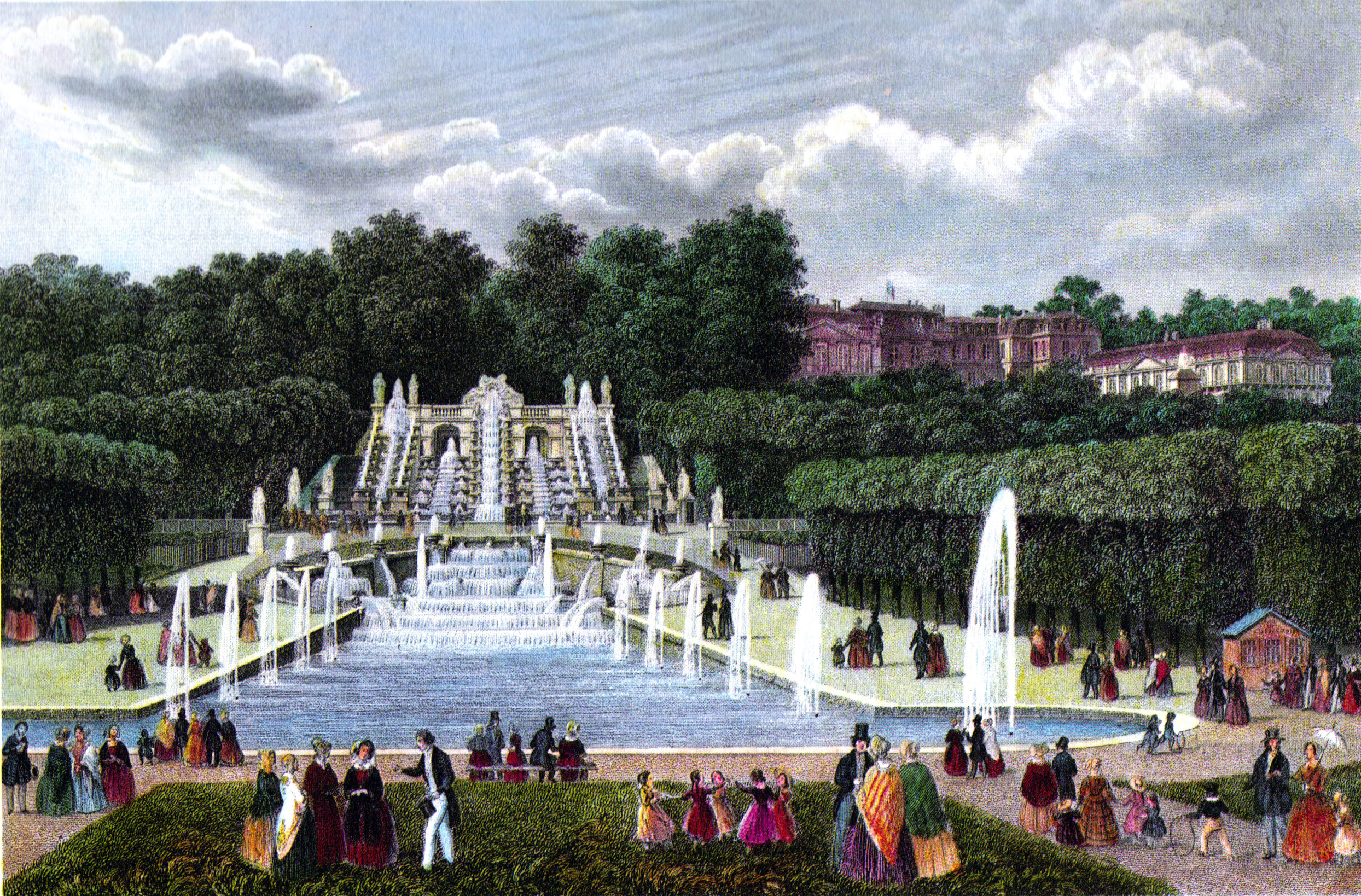
Lâu đài Saint-Cloud, 1845

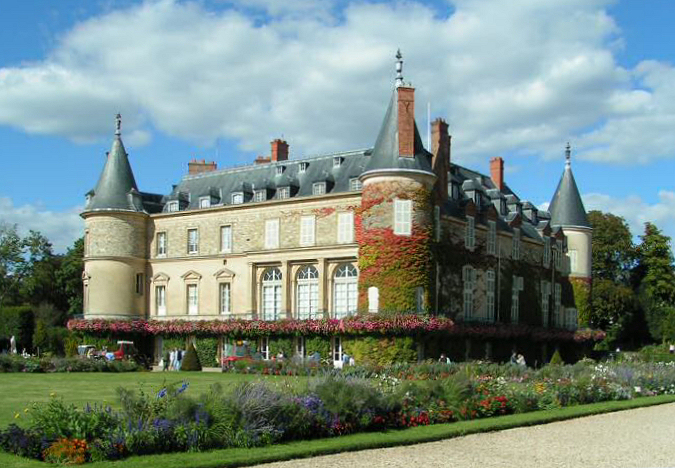
Lâu đài Rambouillet ngày nay, 2004

Charles X rời lâu đài Saint-Cloud vào đêm 30 sang ngày 31 rồi trải qua một ngày ở Grand Trianon, cạnh cung điện Versailles. Tiếp đó nhà vua chuyển tới lâu đài Rambouillet vào đêm 31 tháng 7 sang ngày 1 tháng 8. Buổi sáng, Charles X tiếp đại sứ Anh Charles Stuart tới khuyên nhà vua nên công nhận chức vụ quan phụ chính của Louis-Philippe. Charles X cũng gặp đại tá Berthois, người tùy tùng của Louis-Philippe, tới báo La Fayette cùng quân đội sẽ tới vào ngày mai. Mặc dù nhận được những lời khuyên nên chống lại, Charles X đã làm mọi người ngạc nhiên khi quyết định công nhận vị trí mới của Louis-Philippe. Rạng sáng ngày 2, văn tự với chữ ký của Charles X về tới Palais-Royal:
| “ | Nhà vua, muốn kết thúc sự lộn xộn vẫn còn ở thủ đô và một phần nước Pháp, đồng ý chỉ định người em họ, Công tước Orléans, giữ chức vụ quan phụ chính. Nhà vua cũng rút lại chiếu dụ ngày 25 tháng 7, tán thành hai viện sẽ họp vào ngày 3 tháng 8 và ngài hy vọng điều đó sẽ đem lại yên bình cho nước Pháp. Nhà vua sẽ đợi ở đây cho đến khi người đưa bản tuyên bố này quay trở lại. Nếu có mưu hại xâm phạm tính mệnh hay sự tự do của nhà vua và gia đình, ngài sẽ kháng cự cho tới chết. | ” |

Louis-Philippe gửi lại một bức thư cho Charles X nhưng tránh né về việc chỉ định. Chức vụ quan phụ chính Louis-Philippe đã nhận từ các nghị sĩ và việc tránh né này ngầm khẳng định sự cai trị của Charles X đã kết thúc. Tướng Girardin trở về Rambouillet mang theo câu trả lời của Louis-Philippe. Nghe theo lời khuyên của Marmont, Charles X thoái vị nhường ngôi cho người cháu. Chiều ngày 2 tháng 8, Charles X gửi một bức thư cá nhân cho Louis-Philippe và tới Palais-Royal lúc 11 giờ đêm:
| “ | Em họ ta, Ta rất phiền muộn về những tổn hại đến nhân dân [...]. Ta quyết định thoái vị, nhường ngôi cho cháu trai ta, công tước Bordeaux. Thái tử, người cũng chia sẻ với ta, đã đồng ý nhường quyền lợi cho cháu trai. Với chức vụ quan phụ chính, em hãy tôn xưng Henri V lên ngôi. Em hãy dùng mọi phương cách để điều hành chính phủ trong thời gian vua còn nhỏ tuổi [...]. | ” |

Cũng trong ngày 2, bốn ủy viên của Louis-Philippe tới gặp Charles X để thương thuyết về điều kiện cựu hoàng ra đi. Nhưng Charles X chỉ tiếp công tước Coigny và từ chối, muốn ở lại đợi sự đăng ngôi của cháu trai mình. Vào thời điểm đó, Charles vẫn còn 10 ngàn quân trung thành. Ba ủy viên còn lại bỏ về Paris, Odilon Barrot tới gặp Louis-Philippe lúc 4 giờ sáng tại Palais-Royal. Nhận thấy cần phải cưỡng buộc, Louis-Philippe yêu cầu La Fayette tới Rambouillet.
Ngày 3 tháng 8, Louis-Philippe thông báo trước hai viện về việc Charles X và con trai thoái vị. Buổi chiều, một đội quân khoảng 10 tới 20 ngàn, do tướng Pierre Claude Pajol chỉ huy, tiến về Rambouillet. Ba người, Odilon Barrot, Nicolas Joseph Maison và Auguste de Schonen tới báo trước. Khi Charles X hỏi có bao nhiêu quân đang tới, Maison trả lời: 80 ngàn. Ngay lập tức, Charles X cùng tùy tùng rời Rambouillet về hướng Cherbourg. Ngày 16 tháng 8, Charles X mới tới nơi và Louis-Philippe cũng gửi cho cựu hoàng 600 ngàn franc lấy từ ngân khố với sự bảo đảm cá nhân. Không còn là vua, Charles X mang tước hiệu Bá tước Ponthieu, sống lưu vong và mất ngày 6 tháng 11 năm 1836 tại Gorizia, thuộc Đế chế Áo.
Ngày 7 tháng 8, Nghị viện biểu quyết đưa Louis-Philippe lên ngôi, trở thành Vua của người Pháp, không còn xưng là Vua nước Pháp như các vị quân vương nhà Bourbon trước đó. Ngày 9, tại Palais Bourbon, nền Quân chủ tháng Bảy được tuyên bố chính thức thành lập.

## Ảnh hưởng của Cách mạng tháng Bảy
|  | Charles X 1757 – 1836 Vua Pháp từ 1824 Thuộc nhánh trưởng dòng họ Bourbon                                             |  | Louis-Philippe I 1773 – 1850 Công tước Orléans Nhánh thứ dòng họ Bourbon                   |
|  | Jules de Polignac 1780 – 1847 Thủ tướng từ 8 tháng 8 năm 1829 Cựu đại sứ tại Anh                                      |  | Adolphe Thiers 1797 – 1877 Nhà báo, luật sư Năm 1871 trở thành Tổng thống thứ hai của Pháp |
|  | Thống chế Marmont 1774 – 1852 Trong trận Paris cuối Đệ nhất đế chế, dẫn 20 ngàn lính về Essonne Bị coi là kẻ phản bội |  | Hầu tước La Fayette 1757 – 1834 Từng tham gia Cách mạng Hoa Kỳ Thủ lĩnh phái cộng hòa      |

Cách mạng tháng Bảy không chấm dứt nền quân chủ, nhưng đem lại cho nước Pháp một chế độ mới, củng cố địa vị của giới tư sản công nghiệp và tài chính. Dưới nền Quân chủ tháng Bảy, các cuộc bạo loạn vẫn tiếp tục. Vào ba ngày 5, 6 và 7 tháng 6 năm 1832, nổi dậy nhân dịp đám tang tướng Jean Maximilien Lamarque khiến 800 người chết. Cuộc nổi dậy Canuts vào các ngày từ 9 tới 15 tháng 4 năm 1834 ở Lyon cũng có tới 600 nạn nhân. Louis-Philippe vẫn là mục tiêu cho nhiều vụ ám sát.
Cách mạng tháng Bảy cũng mở đầu cho một loạt cuộc nổi dậy khác ở châu Âu ngay trong những năm 1830, 1831. Liên minh thần thánh – được lập năm 1815 bởi các quân vương chiến thắng Napoléon Bonaparte – đã can thiệp, trấn áp vào nhiều vụ nổi dậy ở châu Âu, đặc biệt trong những năm 1820. Nhưng năm 1830, nước Anh đã cộng nhận nền Quân chủ tháng Bảy, kết quả của cách mạng. Các nước khác – Áo, Phổ – cũng quyết định không can thiệt. Điều này trở thành tiền đề cho nhiều cuộc cách mạng, khởi nghĩa sau đó tại Ý, Đức, Bỉ và Đông Âu. Cách mạng tháng Bảy cũng báo trước cho "Mùa xuân của nhân dân" – một loạt các cách mạng ở châu Âu vào năm 1848.

### Tại Bỉ

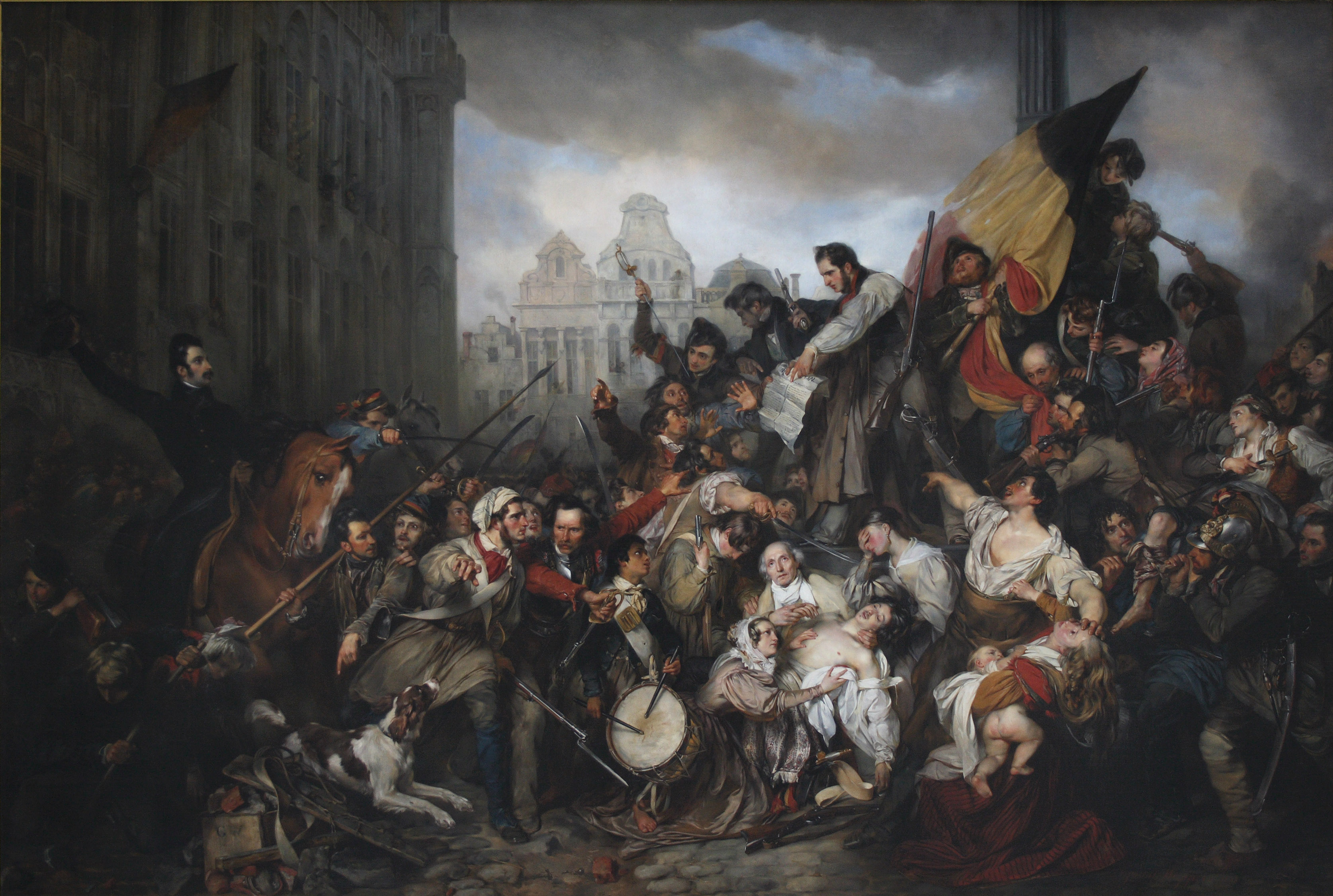
Những ngày tháng 9 năm 1830, họa phẩm miêu tả Cách mạng Bỉ. Gustave Wappers, Bảo tàng Hoàng gia Mỹ thuật Bỉ

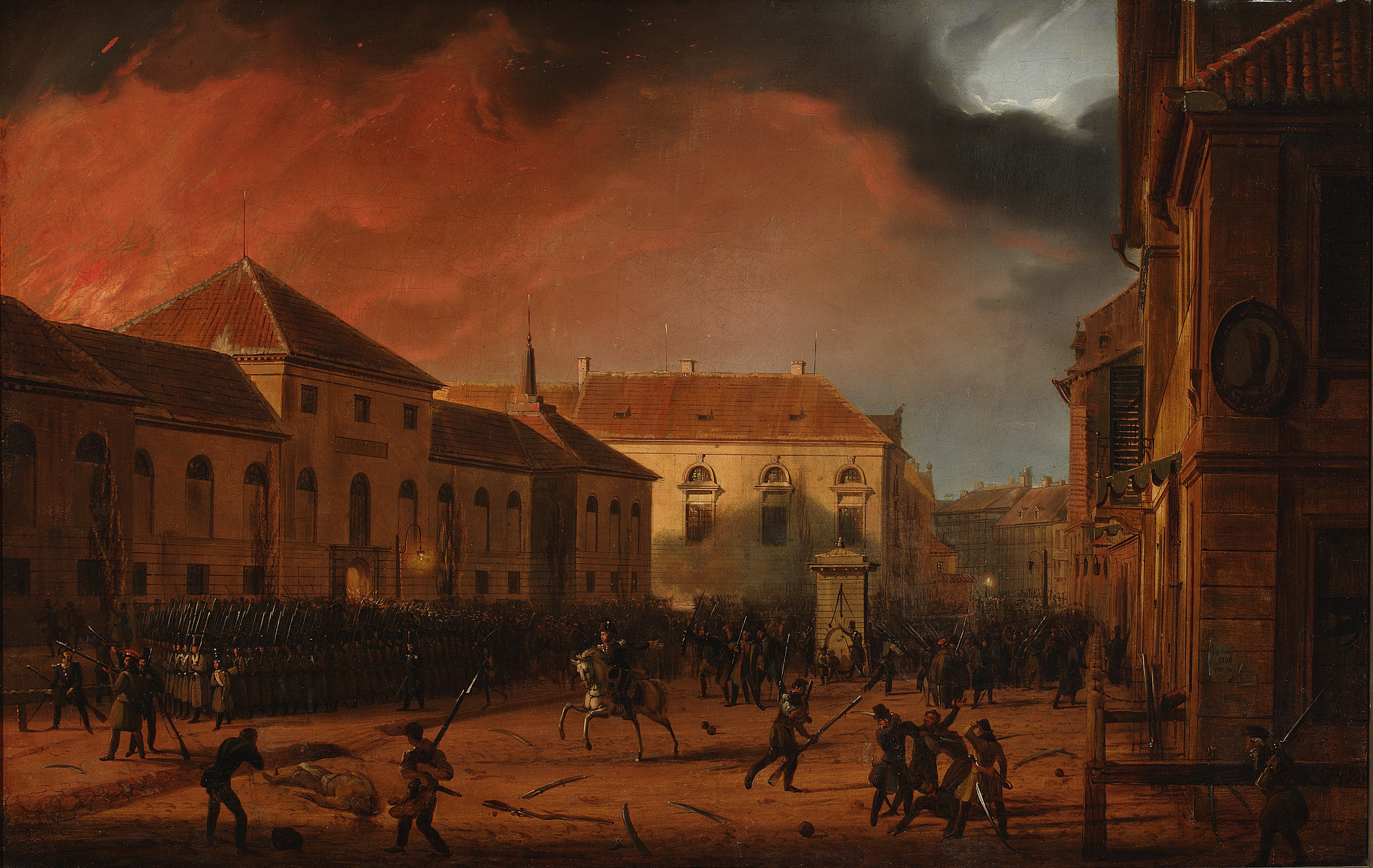
Chiếm Arsenal, Marcin Zaleski. Sự kiện trong cuộc nổi dậy tháng Mười một tại Ba Lan

Tại Bỉ, dưới sự cai trị của người Hà Lan, cách mạng nổ ra ngày 25 tháng 8 năm 1830. Ngày 4 tháng 9, phong trào lan tỏa và nhận được sự ủng hộ của dân Liège. Ngày 20 tháng 9, quân đội tư sản của Bruxelles, gồm những người chủ nghĩa ôn hòa, bị tước vũ khí. Các ngày 23 đến 26 tháng 9, quân đội Hà Lan can thiệp nhưng thất bại. Phe cấp tiến và ôn hòa nhận thấy phải liên kết lại. Ngày 27, những người nổi dậy chặn đứng quân Hà Lan trước cửa Bruxelles rồi đẩy lùi tới tận biên giới cũ của Hà Lan và Áo. Ngày 4 tháng 10, Bỉ tuyên bố độc lập và thành lập chính phủ lâm thời ở Bruxelles, một nước Bỉ mới theo thể chế quân chủ lập hiến.

### Tại Đức
Tại Đức, cũng năm 1830, không có chính phủ tập trung, các phong trào tự do nổ ra ở Sachsen, Brunswick-Lüneburg, Hessen và Phổ.
Tại Brunswick, công tước Karl II, người đang trị vì và có mặt ở Paris vào tháng 7 năm 1830, tuyên bố sẽ dìm vào biển máu tất cả các ý định nổi dậy. Karl II nói lời này ngay sau Cách mạng tháng Bảy, nhưng tới tháng 9 đã phải bỏ trốn. Người em trai là Wilhelm VIII đã lên thay. Ở Hannover, các sinh viên thành lập đội tự vệ, bắt quốc vương tuân theo hiến pháp. Phía Nam nước Đức, những người tự do tập trung ở Hambach, bênh vực cho nền Cộng hòa liên bang, kéo lên lá cờ ba màu đen, đỏ, vàng, biểu tượng mới của nước Đức.

### Tại Ý
Ở Ý, Ciro Menotti lập nên những hạt nhân cách mạng tại Bologna, Parma, Mantova và Romagna với tôn chỉ "Độc lập, đoàn kết và tự do". Năm 1831, làn sóng cách mạng nổi lên ở vùng trung Ý. Những người Carbonari, vốn có liên hệ với phái tự do ở Pháp, nhận được sự ủng hộ của chính phủ mới của Pháp. Tại Roma, tháng 12 năm 1830, hai con trai của Louis Bonaparte là Napoléon-Louis và Louis-Napoléon có mưu toan nên đã bị trục xuất. Tháng 2 năm 1831, Francesco IV của Modena và Maria Ludovica đều phải chạy trốn.
Ngày 26 tháng 2, hội đồng dân biểu các vùng nổi dậy tuyên bố "Liên hiệp tỉnh Ý". Nhưng Casimir Perier trở thành Thủ tướng Pháp tháng 3 năm 1831 rút lại sự ủng hộ của chính phủ trước đó, để mặc phái tự do Ý đối mặt với sự can thiệp của Áo. Cuộc nổi dậy thất bại những đã dự báo cho cách mạng năm 1848.

### Tại Đông Âu
Ở Ba Lan, Sa hoàng Nikolai I muốn can thiệp tại Pháp và Bỉ trên danh nghĩa Liên minh thần thánh, đã tổng động viên quân đội Ba Lan ngày 18 tháng 11 năm 1830. Chống đối lại, những người chủ nghĩa dân tộc phát động cuộc nổi dậy tháng Mười một vào ngày 29. Quân đội Ba Lan cũng tham gia vào cuộc khởi nghĩa. Sa hoàng dùng quân đội Nga đàn áp, chiến thắng ở trận Ostrołęka rồi chiếm Warszawa. Gần mười ngàn người bị đi đày ở Thụy Sĩ, Bỉ và Pháp.

## Tôn vinh và tưởng niệm Cách mạng tháng Bảy
Trong ba ngày của Cách mạng tháng Bảy, đã có khoảng một ngàn người thiệt mạng, gồm 200 lính hoàng gia và 800 người nổi dậy. Ngay ngày 3 tháng 8 năm 1830, Louis-Philippe dùng tiền cá nhân tặng 1.500 franc cho Rouget de Lisle, tác giả La Marseillaise. Louis-Philippe cũng đồng ý phong thiếu úy cho tất cả các sinh viên Trường Bách khoa Paris và tặng huy chương cho các sinh viên luật và y đã tham gia Cách mạng. Ngày 11 tháng 8, chế độ mới quyết định thưởng cho tất cả những người bị thương và lập một huy chương mới dành cho các binh sĩ của Cách mạng.

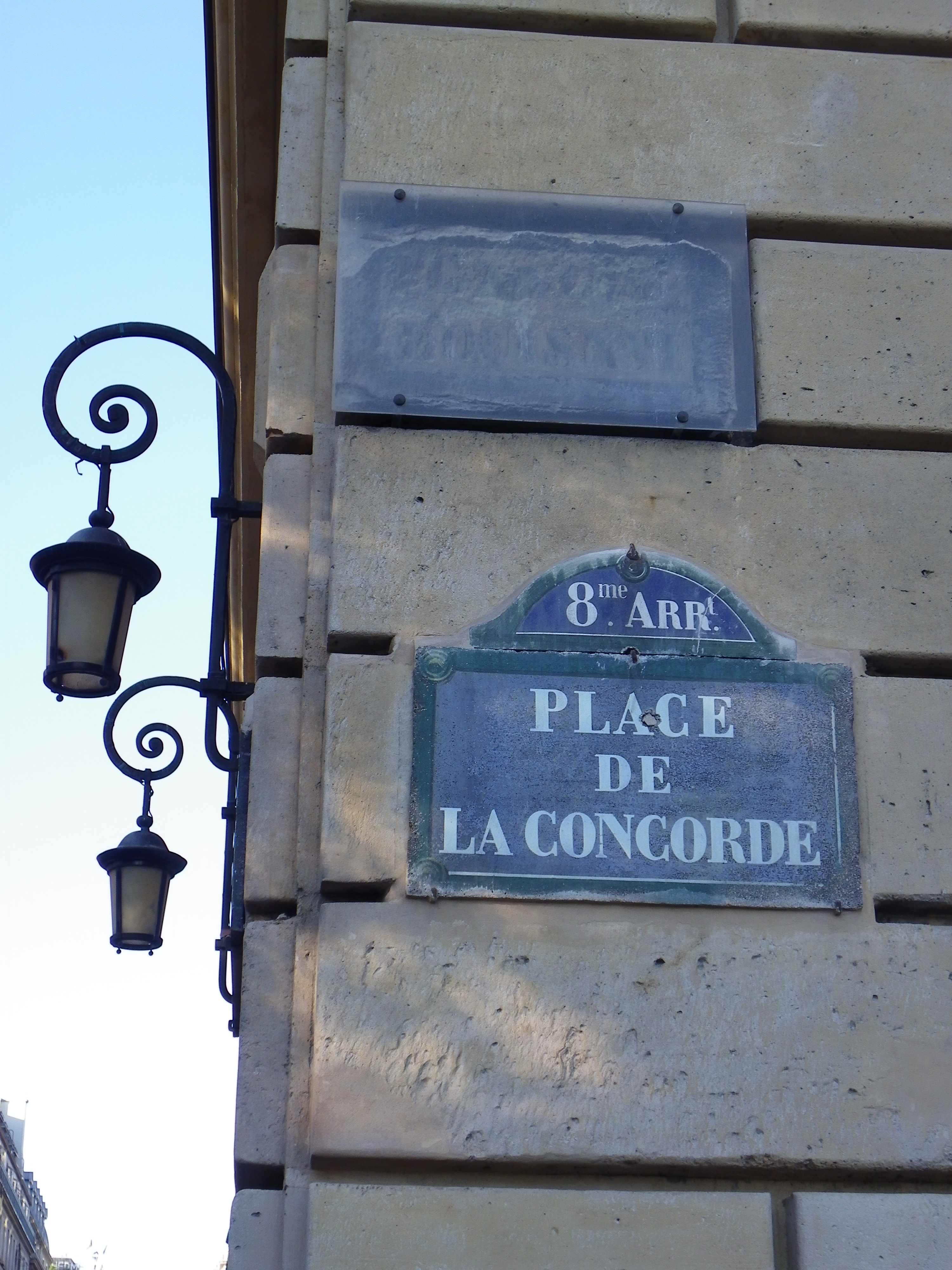
Bên tường của khách sạn Crillon nay vẫn còn lưu lại tấm biển lịch sử "Place Louis XVI" (phía trên), mà sau này được thay bằng tấm biển mới "Place de la Concorde" (phía dưới)

Để tôn vinh tinh thần Hoà hợp dân tộc (esprite de concorder nationale) đã làm nên "Ba ngày vinh quang", Quảng trường Louis XVI (Place Louis XVI) được đổi lại tên mới mang tính thời đại và nhân văn: "Place de la Concorde" (Quảng trường Hoà Hợp).
Trên quảng trường Bastille, cây cột Tháng Bảy được khánh thành ngày 28 tháng 7 năm 1840 để kỷ niệm Ba ngày vinh quang. Trên thân cột khắc tên các nạn nhân và tấm bảng phía dưới ghi dòng chữ: "Vinh quang tới những công dân Pháp đã chiến đấu để bảo vệ tự do trong ba ngày đáng nhớ 27, 28, 29 tháng 7 năm 1830".
Thuật ngữ Trois Glorieuses, có nghĩa Ba ngày vinh quang, được dùng để chỉ ba ngày từ 27 tới 29 của Cách mạng tháng Bảy năm1830. Nhà kinh tế học Jean Fourastié đã dựa theo, sử dụng thuật ngữ Trente Glorieuses để chỉ 30 năm phát triển kinh tế từ sau Chiến tranh thế giới thứ hai cho tới Khủng hoàng dầu lửa vào năm 1973.